# Мохаммед Салах
Моха́ммед Сала́х Хаме́д Мехру́з Гали́ (масри محمد صلاح حامد محروس غالى, арабское произношение: [mæˈħam.mæd sˤɑˈlɑːħ xɐˈmʲet ˈɣæːli]; род. 15 июня 1992, Нагриг, Басьюн) — египетский футболист, нападающий английского клуба «Ливерпуль» и капитан национальной сборной Египта. Считается одним из лучших футболистов в мире. Четырёхкратный обладатель «Золотой бутсы» английской Премьер-лиги: в 2018 (единолично), 2019 (наряду с Садио Мане и Пьер-Эмериком Обамеянгом), 2022 (наряду с Сон Хын Мином) и в 2025 (единолично) годах. Считается одним из лучших игроков в истории африканского футбола.
Начал профессиональную карьеру в египетском клубе «Мокавлун», спустя некоторое время перешёл в швейцарский «Базель». В 2014 году контракт футболиста выкупил английский «Челси». В составе этой команды он не смог закрепиться в качестве основного игрока, в связи с чем на правах аренды выступал за итальянские клубы «Фиорентина» и «Рома». В «Рому» Салах впоследствии перешёл на постоянной основе, а в 2017 году вернулся в английскую Премьер-лигу, подписав контракт с «Ливерпулем». В своём первом сезоне после возвращения побил некоторые рекорды результативности и стал лучшим бомбардиром Премьер-лиги. Был назван лучшим игроком года по версии футболистов ПФА, а также вошёл в состав символической команды года по версии ПФА. В следующем сезоне Мохаммед вновь стал лучшим бомбардиром Премьер-лиги и помог «Ливерпулю» выиграть Лигу чемпионов. В своём третьем сезоне в составе «красных» Салах стал чемпионом Англии.
С 2011 года выступает и в составе основной сборной Египта. После участия в летних Олимпийских играх 2012 года он был назван самым многообещающим талантом года в Африке по версии КАФ. С тех пор в составе сборной Салаху удалось выйти в финал Кубка африканских наций 2017 и 2021 годов, а также выступить на чемпионате мира 2018 года. Мохаммед был назван лучшим африканским футболистом года по версии КАФ в 2017 и 2018 году, в этих же годах он был признан лучшим африканским футболистом года по версии Би-би-си. Второй лучший бомбардир в истории сборной Египта.

## Ранние годы
Мохаммед Салах родился 15 июня 1992 года в деревне Нагриг, которая находится неподалёку от города Басьюн в Египте. У Мохаммеда есть брат и сестра. Его отец Салах Хамед Мехрез Заки Гали был государственным служащим, а также одним из крупнейших экспортёров жасмина в регионе. Мать Мохаммеда работала в офисе. В его семье любили футбол, отец даже выступал за любительскую команду на позиции защитника. В футбол играл и его дядя. Как и многие египетские дети, Салах часами напролёт играл в футбол и на улице, и в школе. Он с детства выделялся своим талантом среди прочих детей. Однажды Мохаммеда привезли на просмотр в клуб второго дивизиона египетской лиги «Баладейет», однако представители этой команды не выразили желания принять его, так как Салах был слишком маленьким и хилым. В итоге он оказался в клубе «Иттихад Басьюн». В составе этой команды Мохаммед выступал на протяжении одного сезона: с 2004 по 2005 год. По одной из версий, в какой-то момент сезона игру молодёжных команд посетил скаут клуба «Османсон Танта» из одноимённого города. Он приехал с целью оценить игру другого мальчика, однако был очень впечатлён игрой Салаха и в итоге предложил ему перебраться в академию «Танты», что Мохаммед и сделал. По другой версии развития событий, Салаха заметили на турнире по мини-футболу, который проходил в Нагриге с участием учеников его школы. В любом случае именно с «Тантой» Салах подписал свой первый в жизни контракт, однако он провёл в этом клубе только один сезон, как и в своей предыдущей команде. «Османсон Танта» была фарм-клубом другого египетского клуба — «Эраб Контракторс», известного как «Мокавлун». В задачи «Танты» входила работа с молодыми игроками. После сезона, проведённого Мохаммедом в этой команде, тренеры увидели в нём высокий потенциал, из-за чего Салах был переведён в «Мокавлун».

## Клубная карьера

### «Мокавлун»
После перевода в «Мокавлун» Салах столкнулся с трудностями: он проживал в четырёх часах езды от базы команды в Каире, ему приходилось пять дней в неделю преодолевать большое расстояние и тратить много времени, чтобы добираться на тренировки своей команды. В связи с этим он был вынужден раньше остальных покидать свою школу. Из-за поездок за него сильно переживала мать, отец поддерживал стремление Мохаммеда, сам же Салах не собирался останавливаться, так как у него была мечта — стать профессиональным футболистом. Кумирами Салаха были Зинедин Зидан, Роналдо, Франческо Тотти, а также египтянин Мохаммед Абутрика. Первым тренером Салаха стал Хамди Нух, которого сам Мохаммед впоследствии называл своим «духовным отцом». Нух говорил, что уже в четырнадцать лет Мохаммед отличался взрослым видением поля, а также высокой скоростью. В характере футболиста преобладали скромность и вежливость, а также внимательное отношение к советам тренера. Помимо этого, Салах ненавидел пропускать игры своей команды. Частые и долгие поездки мешали игроку реализовать свой потенциал.Он выступал на позиции левого защитника и не был игроком стартового состава из-за большой конкуренции на эту позицию, а также утомления от поездок. Тренер команды Саид эль-Шишини поспособствовал тому, чтобы Мохаммеду выделили комнату на базе клуба, благодаря чему он смог улучшить свою игру. В одном из матчей каирской молодёжной лиги против ЕНППИ «Мокавлун» победил 4:0, однако Салах был разочарован тем, что не реализовал несколько голевых моментов. После той игры, а также на дальнейших занятиях тренер приметил, что у Мохаммеда есть качества игрока атаки. В одном из следующих матчей его выпустили на правом фланге нападения, он показал высокую результативность и с того момента стал играть на этой позиции постоянно.
В возрасте 16 лет Салаха впервые привлекли к тренировкам с основным составом «Мокавлуна». 3 мая 2010 года в матче чемпионата Египта против «Эль-Мансуры» он вышел на замену и дебютировал за первую команду этого клуба. За сезон 2009/10 он провёл на поле в матчах своей команды лишь несколько десятков минут. В сезоне 2010/11 Мохаммед стал более часто выходить в составе «Мокавлуна». 9 декабря 2010 года он забил свой первый гол в главной команде — в матче Кубка Египта против «Суэца». 25 декабря в игре против каирского «Аль-Ахли» он забил свой первый гол в чемпионате Египта. В том сезоне игры египетской лиги были приостановлены из-за бушевавших в стране протестов. Несмотря на это, именно в сезоне 2010/11 Салах впервые попал в сборную Египта до 20 лет, так как смог убедить главного тренера команды своей игрой в первой его части. К концу того сезона к Салаху проявляли интерес многие клубы, среди которых были каирский «Аль-Ахли», «Замалек», «Исмаили» и «Аль-Масри». Сам он был заинтересован в переходе в «Аль-Ахли», который на тот момент лидировал в чемпионате, однако сделка так и не состоялась. Это было связано с тем, что Египетская футбольная ассоциация отменила выбывание команд из чемпионата Египта в том сезоне, из-за чего «Мокавлун», занявший последнее место, остался в высшей лиге. В связи с этим руководство клуба было настроено удержать Салаха в клубе или же продать его только в Европу.
К своему третьему сезону в клубе Мохаммед Салах получил статус одного из самых перспективных египетских игроков, а также одной из звёзд «Мокавлуна». В сравнении с предыдущими сезонами он окреп физически и изменился в лучшую сторону. Из-за трагедии в Порт-Саиде зимой чемпионат Египта вновь был приостановлен. Ещё в августе 2011 года на молодёжном чемпионате мира один из скаутов швейцарского клуба «Базель» приметил Мохаммеда Салаха, выступавшего за сборную Египта до 20 лет, он отмечал его скорость и впечатляющую технику работы с мячом, а также слабость в завершении атак. Игра Салаха на том турнире привлекла и «Ньюкасл Юнайтед», «сороки» даже сделали конкретное предложение об аренде, однако в итоге переход не состоялся. В услугах молодого египтянина всё так же были заинтересованы и местные клубы, однако он хотел уехать в Европу. В начале 2012 года инициативу по переходу игрока захватил «Базель», видевший в Салахе замену Джердану Шакири, который должен был покинуть команду летом. Вскоре молодёжная сборная Египта организовала с «Базелем» товарищеский матч для поддержания формы, в нём принял участие и Мохаммед: он вышел на поле со скамейки запасных и забил гол. После этой игры руководство «Базеля» окончательно убедилось в необходимости совершения трансфера. В итоге 10 апреля 2012 года клубы объявили о переходе Салаха в «Базель» за два с половиной миллиона евро.

### «Базель»

#### Адаптация и первые успехи (2012—2013)
Подписанный в апреле контракт вступил в силу в июне, в двадцатый день рождения Салаха. Его адаптация в новой команде шла тяжелее, чем ожидалось. Летом он принял участие во многих матчах молодёжной и основной сборной Египта, из-за чего у Мохаммеда оставалось не так много времени на привыкание к изменившейся обстановке. Через четыре дня после окончания Олимпийских игр он провёл 16 минут в матче квалификационного раунда Лиги чемпионов 2012/13 против норвежского клуба «Молде», благодаря чему дебютировал за свой новый клуб в официальном матче. В скором времени Салах дебютировал и в чемпионате Швейцарии, это произошло в матче против «Туна». В той игре он поучаствовал во всех трёх голах своей команды, главным образом заработав пенальти, который реализовал Марко Штреллер. Шесть дней спустя Мохаммед забил свой первый гол за «Базель» в официальном матче, поразив ворота «Лозанны». Яркое начало в составе швейцарского клуба оставило о Салахе позитивное восприятие среди болельщиков, однако впоследствии он начал упускать много голевых моментов. Мохаммед смог быстро сдружиться с партнёрами по команде, несмотря на трудности с английским. «Базель» в итоге не смог пройти в групповой этап Лиги чемпионов, проиграв румынскому ЧФР, а осенью в клубе сменился тренер: Хайко Фогеля сменил Мурат Якин. Это пошло Салаху на пользу: Якин относился к игроку более дружелюбно, а также много работал с ним после тренировок для улучшения способности завершения моментов. Однако сходу игроком стартового состава Мохаммед не стал ни при старом, ни при новом тренере, это произошло лишь через несколько месяцев после перехода, когда он выучил английский. Во время своего первого сезона в «Базеле» Салах был номинирован на награду Golden Boy, а также был признан самым многообещающим африканским талантом года по версии КАФ. Также за тот сезон он, несмотря на непростые отрезки, стал более грамотным с тактической точки зрения. Помимо этого, зимой 2013 года в «Базель» перешёл бывший его партнёр по «Мокавлуну» — Мохаммед эль-Ненни, что положительно отразилось на Салахе. Швейцарский клуб смог выйти в полуфинал Лиги Европы против английского «Челси», однако «Базель» проиграл, несмотря на гол Салаха, и завершил своё выступление в этом турнире. По итогам сезона 2012/13 «Базель» стал чемпионом Швейцарии и финалистом Кубка Швейцарии. Чемпионский титул стал первым трофеем Мохаммеда в Европе, всего же он за свой первый сезон провёл 50 официальных матчей, в которых забил 10 голов.

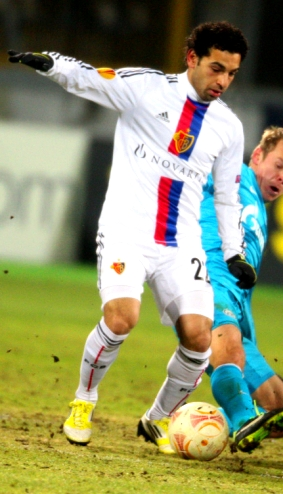
Мохаммед Салах в матче Лиги Европы против «Зенита», март 2013 года

#### Чемпионский титул и уход из клуба (2013—2014)
Перед началом сезона 2013/14 Салах в составе своей команды одержал победу в товарищеском турнире под названием Кубок часов. На этот раз «Базелю» удалось преодолеть квалификационный раунд Лиги чемпионов: в решающем матче потерпел поражение болгарский «Лудогорец». Салах активно начал сезон: ещё до конца осени он забил два гола и отдал четыре голевые передачи в швейцарском чемпионате. В матчах групповой стадии Лиги чемпионов он особенно ярко сыграл против «Челси», с которым «Базель» вновь встречался после поражения в полуфинале Лиги Европы предыдущего сезона. В первом матче на «Стэмфорд Бридж» он забил гол и заработал угловой, после подачи которого смог забить Валентин Штокер. После той игры популярность Салаха серьёзно возросла. Ко второму матчу с «Челси» 26 ноября 2013 года «Базель» проиграл в матче с «Шальке 04» и два раза сыграл вничью со «Стяуа», из-за чего шансы швейцарской команды на выход из группы были малы. Салаху вновь удалось забить в ворота «синих», благодаря чему «Базель» одержал победу. С того момента египтянином стали интересоваться многие крупные европейские клубы. Он сам с самого начала чётко осознавал, что «Базель» является лишь начальным шагом в его карьере. В конце 2013 года он впервые сделал дубль в матче чемпионата, дважды за четыре минуты поразив ворота «Янг Бойз». 2 декабря он был признан лучшим игроком чемпионата Швейцарии в прошедшем сезоне. Несмотря на победу в матче с «Челси», «Базель» после поражения от «Шальке» всё же не смог выйти в плей-офф Лиги чемпионов. Активную борьбу за молодого египтянина начали вести в преддверии зимнего трансферного окна сезона 2013/14, первым предложение в размере восьми миллионов евро сделал «Ливерпуль», однако оно было недостаточным для швейцарской команды. Вскоре к переговорам подключился «Челси». Мохаммед был намерен выбрать «Ливерпуль», однако после разговора с главным тренером «Челси» Жозе Моуринью принял решение перейти именно в этот клуб.

### «Челси»
23 января 2014 года «Челси» объявил о трансфере Мохаммеда Салаха за 16,5 миллиона евро. В английском клубе он получил 15-й номер, который освободился после ухода Кевина Де Брёйне в «Вольфсбург». Несмотря на уход из «Челси» как Де Брёйне, так и Хуана Маты, конкуренция в атакующей линии «синих» оставалась высокой. Впоследствии Мохаммед вышел на поле лишь в феврале, в концовках матчей Премьер-лиги против «Ньюкасл Юнайтед» и «Вест Бромвич Альбион», а также появился в начале второго тайма игры Кубка Англии 2013/14 с «Манчестер Сити», после окончания которой «Челси» потерпел поражение и выбыл из этого турнира. Салах быстро понял, что он не относится к числу приоритетных игроков для главного тренера, однако был готов бороться за место в составе. 22 марта Мохаммед вышел на поле по ходу матча против «Арсенала» и забил свой первый гол за «Челси», в той игре «синие» одержали победу 6:0. 5 апреля Мохаммед провёл один из своих самых ярких матчей за «Челси». В поединке со «Сток Сити» он вышел в стартовом составе и принял участие во всех голах своей команды: забил гол, заработал пенальти и отдал голевую передачу, благодаря чему лондонский клуб одержал победу. Моуринью был очень доволен игрой египтянина, и заявил, что в следующем сезоне он станет важным игроком «Челси». Всего же за половину сезона Мохаммед провёл в футболке нового клуба 11 матчей во всех турнирах, за которые ему удалось забить два гола. К концу того сезона он стал чаще выходить в основном составе, чему был очень рад.

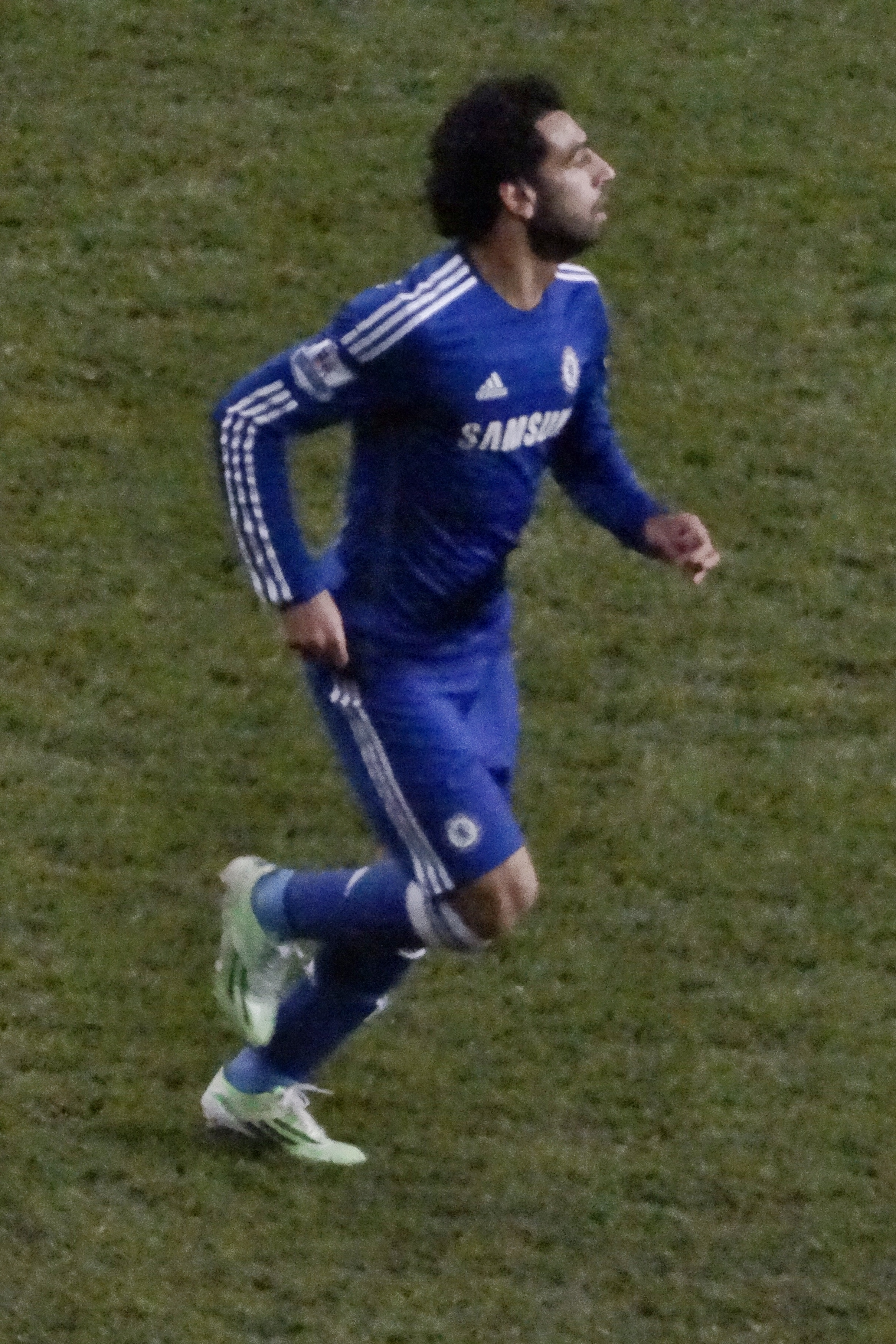
Салах в одном из последних матчей за «Челси», январь 2015 года

В процессе предсезонной подготовки к сезону 2014/15 появилась информация о том, что Салах может быть вынужден вернуться в Египет для прохождения военной службы, однако в итоге чиновники футбольной федерации Египта освободили его от воинской обязанности. Эта ситуация вызвала вопросы относительно будущих перспектив египтянина в клубе. Не особо приятную ситуацию создавало и поведение «Челси» на трансферном рынке, тем летом «синие» укрепили атаку и полузащиту команды, состав пополнили Дидье Дрогба, Лоик Реми, Диего Коста и Сеск Фабрегас, в то время как ушли из команды лишь двое: Фернандо Торрес и Демба Ба. Также перед этим сезоном Мохаммед сменил свой игровой номер с 15 на 17, который был освобождён Эденом Азаром. Несмотря на удачную игру Салаха в предсезонном турнире, из-за которой он смог несколько раз отличиться забитым мячом, он оказался в конце предпочтений Моуринью по выбору стартового состава. В период с августа по октябрь Мохаммед вышел на поле лишь пять раз, всего же он за этот период провёл на поле 12 минут в чемпионате, шесть в Лиге чемпионов, а также два раза начинал матч Кубка Футбольной лиги в стартовом составе: против «Болтон Уондерерс» и «Шрусбери Таун». В тот период изменился и тон комментариев главного тренера, в октябре после матча с «Шрусбери», в котором Салах отдал голевую передачу, Моуринью публично раскритиковал игрока. После этого египтянин лишь раз вышел в стартовом составе — в матче Лиги чемпионов против «Спортинга», а также провёл около пятнадцати минут в игре английской Премьер-лиги против «Тоттенхэма». Салах был разочарован положением вещей, в связи с чем выразил желание уйти из команды. В аренде игрока были заинтересованы некоторые английские клубы, однако в итоге его арендное соглашение стало частью сделки по переходу Хуана Куадрадо в «Челси», а Мохаммед отправился в «Фиорентину» до конца того сезона.

#### Аренда в «Фиорентину»
В новом клубе Мохаммед взял номер 74, выбор данного числа был связан с трагедией на стадионе в Порт-Саиде, в результате которой погибло 74 человека. На своей презентации в качестве игрока «Фиорентины» Салах заявил о том, что не намерен возвращаться в «Челси». 8 февраля он дебютировал в составе итальянской команды, во втором тайме выйдя со скамейки запасных по ходу матча чемпионата Италии против «Аталанты». Его дебютная игра в итальянском чемпионате завершилась победой со счётом 3:2. После той игры главный тренер команды Винченцо Монтелла отметил, что Салах придал команде скорость и энергию, однако ему необходимо улучшить свою игру при обороне команды. Уже 14 февраля он вышел в стартовом составе «Фиорентины», это произошло в матче против «Сассуоло», в этой же игре египетский футболист забил свой первый мяч в составе клуба, а также отдал голевую передачу на Кума Бабакара. Впоследствии он забил шесть голов за семь игр менее чем за месяц. Мохаммед смог сполна заменить ушедшего Куадрадо. В течение непродолжительного времени в составе «фиалок» Салах забил несколько решающих мячей, в частности — в полуфинале Кубка Италии 2014/15. Он забил оба гола своей команды, что позволило «Фиорентине» обыграть «Ювентус» со счётом 2:1, однако в ответной игре «фиалки» не смогли удержать преимущество. За свои выступления Мохаммед получал положительные рецензии от прессы. В том сезоне «Фиорентина» также дошла до полуфинала Лиги Европы, где потерпела поражение по сумме двух встреч от «Севильи». В Серии А же клуб финишировал на четвёртом месте. Салах провёл в составе «Фиорентины» 26 матчей во всех турнирах, в которых забил девять мячей. Помимо этого в конце сезона 2014/15 «Челси» выиграл английскую Премьер-лигу. Салах почти не играл за «Челси» в том сезоне, тем не менее Моуринью заявил, что он всё равно получит копию медали.

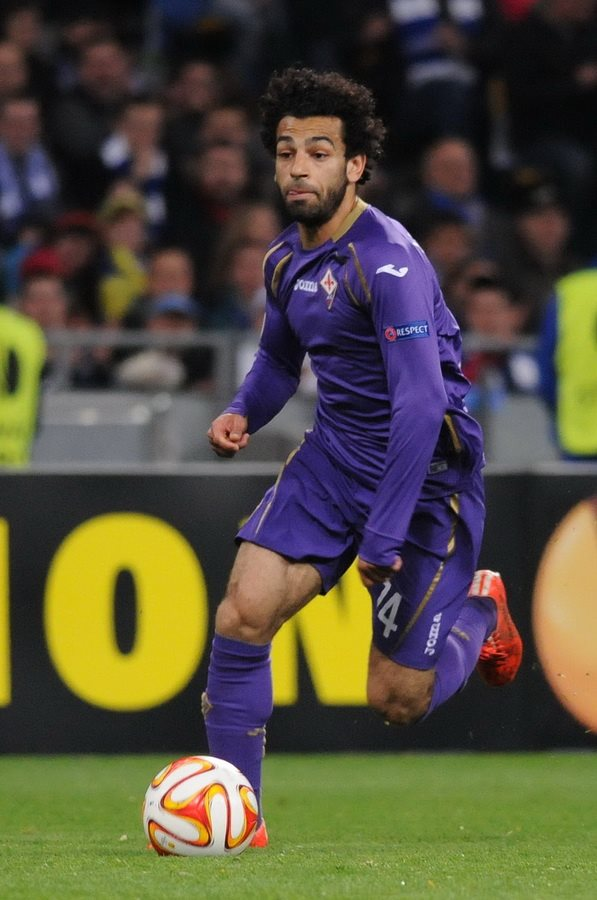
Мохаммед Салах в составе «Фиорентины» в 2015 году

После удачного сезона Мохаммедом заинтересовались многие крупные клубы как в Италии, так и в других странах Европы. Владельцы «Фиорентины» также были настроены удержать игрока, так как видели в нём ключевой элемент новой команды, которую возглавил Паулу Соуза. «Челси» получил миллион евро за продление аренды Салаха на сезон 2015/16. Помимо этого, «Фиорентина» была намерена полностью выкупить игрока за 18 миллионов евро, однако сам Салах не имел намерений оставаться в этой команде, он был настроен перейти в другой итальянский клуб. В тот момент самым вероятным вариантом продолжения карьеры представлялся «Интер», однако в итоге переход в эту команду не состоялся. Мохаммед перешёл в «Рому», которая договорилась с «Челси» об аренде игрока на сезон с обязательством выкупа за 20 миллионов евро по её окончании.

### «Рома»
6 августа 2015 года было официально объявлено о переходе Мохаммеда Салаха в «Рому». В новом клубе он получил номер 11. Несмотря на удачно проведённый предсезонный турнир, он не сразу приспособился к новой команде. Свой первый гол за «римлян» в чемпионате Италии он забил лишь 20 сентября в матче против «Сассуоло». Вскоре после перехода египтянина в «Рому» «Фиорентина» подала жалобу в ФИФА с заявлением о том, что «Челси» нарушил подписанное соглашение, позволив Салаху присоединиться к «Роме», однако данная жалоба впоследствии была отклонена. После своего первого гола за «Рому» Салах начал забивать гораздо чаще. 25 октября он провёл матч против «Фиорентины», на протяжении которого игрока освистывали болельщики «фиалок», а также вывешивали оскорбительные баннеры, посвящённые египтянину. Уже в первые 10 минут он смог забить гол, который не стал праздновать. В конце игры после столкновения с Факундо Ронкальей он был удалён. К тому моменту Мохаммед забил пять раз в десяти матчах, благодаря чему вызывал положительное впечатление от своего пребывания в новой команде. Со времён Второй мировой войны лишь Габриэль Батистута смог забить в первых десяти матчах за «Рому» больше, чем Салах. 4 ноября в матче Лиги чемпионов 2015/16 против «Байера 04» он забил самый быстрый гол в еврокубках за всю историю «Ромы», спустя одну минуту и 40 секунд после начала матча. В дальнейшем в матче римского дерби Салах получил травму после грубой игры в его сторону от Сенада Лулича, из-за чего покинул поле на носилках. Из-за этого повреждения он пропустил практически месяц и вернулся на поле 9 декабря в заключительной игре группового этапа Лиги чемпионов против БАТЭ, во втором тайме выйдя на замену Хуану Мануэлю Итурбе. После полученной травмы Мохаммед показывал невыразительную игру вплоть до конца года, он провёл без забитых голов восемь матчей. Зимой в команде сменился тренер: на замену ушедшему Руди Гарсии пришёл Лучано Спалетти. Лишь 2 февраля вновь в матче против «Сассуоло» Салаху удалось прервать свою безголевую серию. Ранее «Рома» смогла пройти в плей-офф Лиги чемпионов, однако дальше стадии 1/8 финала итальянскому клубу пройти не удалось, так как победу в обоих матчах одержал «Реал Мадрид». Новый тренер Спалетти высоко ценил Салаха и сделал его ключевым игроком атаки своей команды. Положительно к египтянину относился и сам клуб, по большей части из-за него «Рома» открыла аккаунт в социальной сети «Твиттер» на арабском языке. В конце того сезона Мохаммед Салах был назван лучшим игроком года в «Роме», он забил во всех соревнованиях 15 голов и отдал шесть голевых передач.
3 августа 2016 года было объявлено о выкупе Салаха римской командой на постоянной основе. В самом начале сезона «Рома» вылетела из Лиги чемпионов 2016/17: в матче квалификационного раунда победу по сумме двух игр со счётом 4:1 одержал «Порту». Из-за этого итальянский клуб попал лишь в Лигу Европы. Выступление в Серии А началось более лучшим образом. По ходу того сезона «Рома» обеспечила себе статус одного из главных соперников «Ювентуса» за чемпионский титул. 6 ноября в матче против «Болоньи» Мохаммед сделал свой первый хет-трик в карьере, его голы стали единственными в матче. В течение того сезона Салах показывал высокий уровень результативности: он как забивал голы сам, так и отдавал голевые передачи. Мохаммед образовал связку в нападении с Эдином Джеко, уже к началу ноября у них было 18 голов на двоих, этот результат стал на тот момент лучшим в Европе. Зимой 2017 года Салах был признан лучшим арабским игроком года по версии Globe Soccer Awards, он смог опередить Меди Бенатью и Рияда Махреза. В финальной игре сезона с «Дженоа» 28 мая 2017 года Салах провёл свою последнюю игру за римлян и на 54-й минуте матча был заменён капитаном команды Франческо Тотти, который в свою очередь проводил свою последнюю игру в карьере. «Рома» смогла дойти до стадии 1/8 финала Лиги Европы, где сильнее оказался «Олимпик Лион». Помимо этого, «римляне» финишировали на втором месте в чемпионате Италии, впереди оказался лишь «Ювентус». Салах стал лучшим ассистентом Серии А, на его счету было десять голевых передач. По передачам Мохаммеда смог обойти Хосе Кальехон, однако у него было на семь игр больше.

### «Ливерпуль»

#### Дебютный сезон и рекордный индивидуальный успех (2017—2018)
22 июня 2017 года «Рома» объявила о договорённости с английским «Ливерпулем» о переходе Мохаммеда Салаха. Он подписал долгосрочный контракт с «красными», которые заплатили за футболиста 42 миллиона евро без учёта возможных бонусных выплат впоследствии. На тот момент сумма данного трансфера стала рекордной в истории «красных». В новом клубе Салах выбрал номер 11, после того как предыдущий обладатель этого номера Роберто Фирмино сменил его на 9.

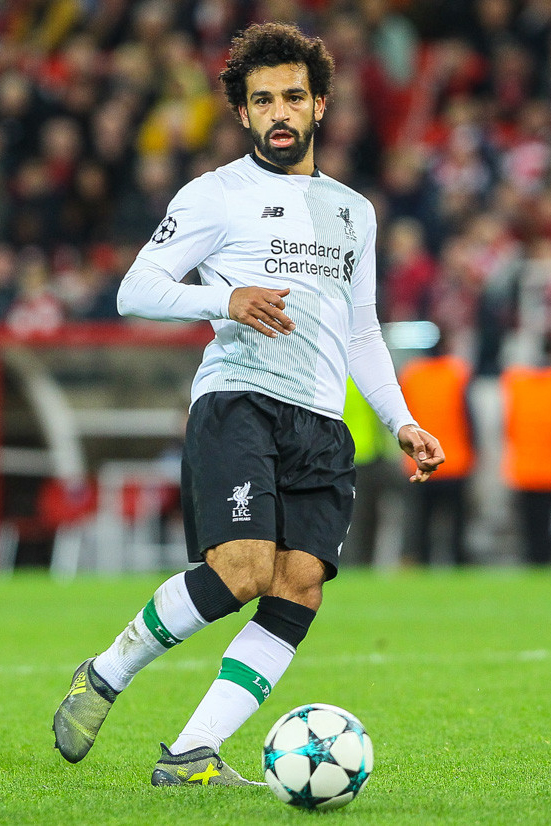
Салах в составе «Ливерпуля» в сезоне 2017/18 года

Салах сразу смог наладить хорошие отношения с главным тренером команды Юргеном Клоппом. Мохаммед был намерен доказать, что период его выступлений в Англии за «Челси» был лишь неудачной прелюдией. За время, проведённое в «Фиорентине» и «Роме» он стал более зрелым за счёт полученного опыта. Несмотря на это, многие относились к прибытию египтянина на «Энфилд» скептически. 12 августа в матче против «Уотфорда» произошёл дебют Салаха в Премьер-лиге за «Ливерпуль», в этом же матче египтянин отличился и первым забитым мячом. 24 августа он забил свой первый гол за «красных» в Лиге чемпионов, чем помог своей команде обыграть «Хоффенхайм». За свои выступления в августе он был признан лучшим игроком месяца в «Ливерпуле». 26 ноября Мохаммед забил гол в ворота своей бывшей команды — «Челси», при этом он не стал праздновать забитый мяч. 29 ноября в матче против «Сток Сити» Салах сделал дубль после выхода на замену, благодаря чему он смог выйти на первую строчку в списке лучших бомбардиров Европы на тот момент. В дальнейшем Мохаммед стал вторым игроком после Джорджа Аллана по скорости достижения отметки в 20 забитых голов за «Ливерпуль». Египтянину удалось добиться данного результата в своей 26-й игре, в то время как Аллан забил 20 голов за 19 матчей в 1895 году.
17 марта 2018 года Салах забил четыре гола в матче против «Уотфорда» — это был его первый хет-трик и покер за «Ливерпуль». В этой игре он также в 36 раз отличился голом в дебютном сезоне в составе «красных», благодаря чему побил рекорд результативности. В апреле 2018 года Салах был признан лучшим игроком года по версии футболистов ПФА, а также вошёл в состав символической команды года по версии ПФА. В том же месяце Мохаммед в матче Лиги чемпионов встретился со своим бывшим клубом — «Ромой». Египтянин дважды забил в ворота «римлян», а также отдал две голевые передачи, матч закончился победой «красных» со счётом 5:2. Салах стал первым африканским игроком, который забил 10 голов в одном розыгрыше Лиги чемпионов. Этот дубль также позволил Салаху дойти до отметки в 43 забитых гола во всех соревнованиях, благодаря чему он смог превзойти Роджера Ханта и занять второе место среди лучших бомбардиров «Ливерпуля» за один сезон. Более лучший результат смог показать лишь Иан Раш. Ранее Салах побил и рекорд результативности в дебютном сезоне от одного игрока «Ливерпуля» в эпоху Премьер-лиги, превзойдя результат Фернандо Торреса в 33 мяча. Во втором матче против «Ромы» мерсисайдский клуб потерпел поражение 2:4, однако по сумме двух встреч «Ливерпуль» смог впервые за 11 лет пройти в финал Лиги чемпионов. По итогам сезона в Премьер-лиге Салах стал лучшим бомбардиром этого турнира, ему удалось забить 32 гола в 38 матчах. За достижение данного результата он получил награду — «Золотую бутсу» Премьер-лиги, Салах также установил рекорд лиги: никто не забивал больше него в течение 38-матчевого сезона. В финале Лиги чемпионов 2017/18 против мадридского «Реала» Мохаммед Салах получил травму после борьбы с защитником Серхио Рамосом. Из-за этого повреждения египтянин был вынужден покинуть поле уже в первом тайме, сам матч закончился поражением «красных» со счётом 1:3. После матча в сторону Рамоса высказывались обвинения в намеренном нанесении травмы. Он отрицал умышленное нанесения повреждения и после игры пожелал Салаху скорейшего выздоровления.

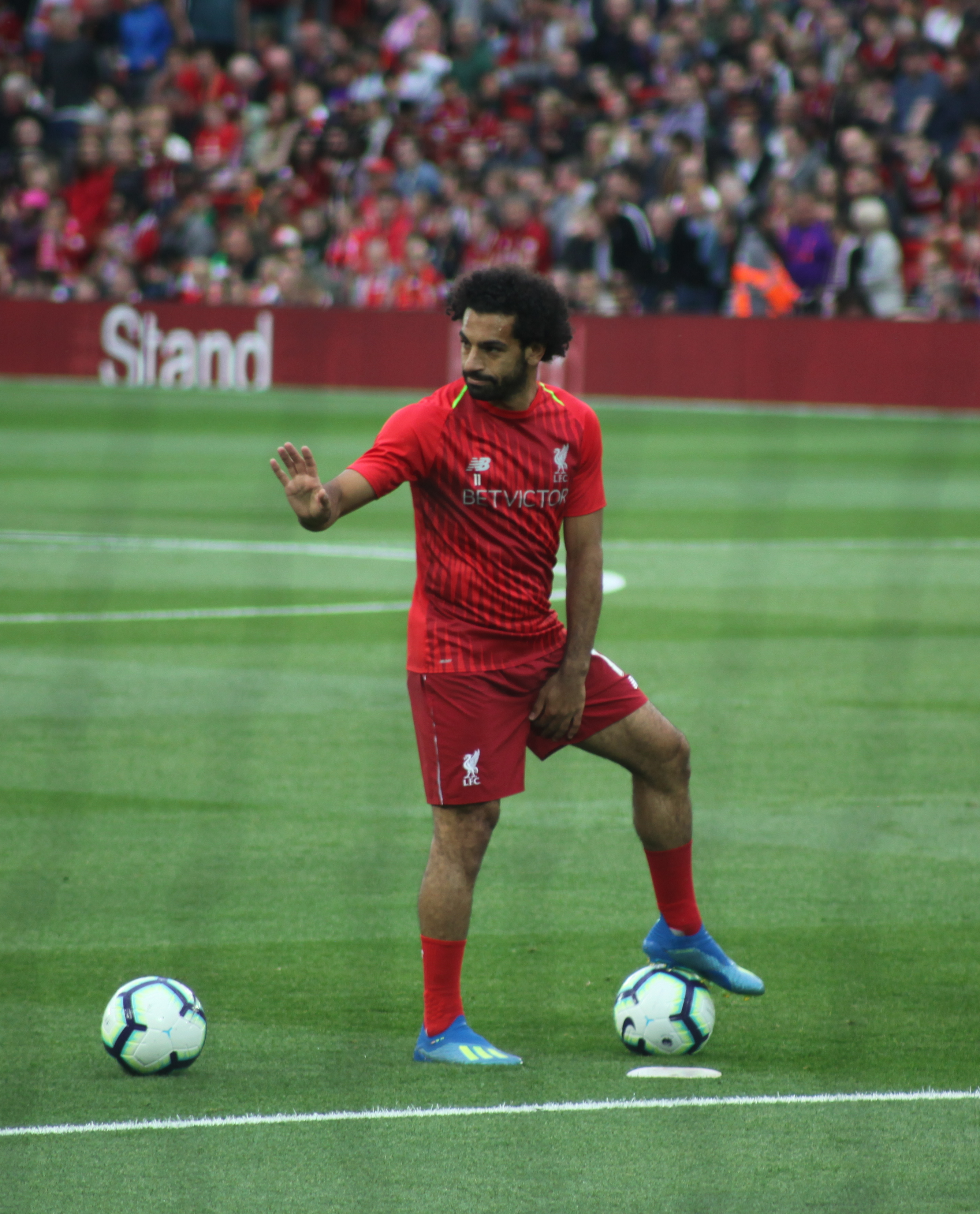
Мохаммед Салах на разминке перед матчем предсезонного турнира, 7 августа 2018 года

#### Победа в Лиге чемпионов и вторая «Золотая бутса» Премьер-лиги (2018—2019)
2 июля 2018 года «Ливерпуль» объявил о подписании нового долгосрочного контракта с Салахом. 12 августа он забил свой первый гол в новом сезоне, чем помог одержать победу над «Вест Хэм Юнайтед» со счётом 4:0. В том же месяце Мохаммед Салах попал в список номинантов на приз лучшему футболисту года в Европе, однако по итогам голосования он занял только третье место, уступив Луке Модричу и Криштиану Роналду. Помимо этого, он вошёл и в список номинантов на звание лучшего нападающего Лиги чемпионов по версии УЕФА, однако в итоге награда Салаху аналогично не досталась. Впоследствии он получил премию имени Ференца Пушкаша за лучший гол года, который был забит в его первом мерсисайдском дерби. Целесообразность вручения приза именно египтянину стала предметом разногласий и споров в Интернете. 24 октября Мохаммед сделал дубль в матче группового этапа Лиги чемпионов против «Црвены звезды», второй его гол стал 50-м в составе «Ливерпуля». Салах, достигнув данной отметки за 65 игр, стал самым быстрым игроком в истории «красных», который достиг данного результата за последние полвека. 8 декабря он сделал хет-трик в матче против «Борнмута», что позволило «Ливерпулю» выиграть этот матч и занять первое место в турнирной таблице. 11 декабря он забил единственный гол в матче против «Наполи» в финальной игре группового этапа Лиги чемпионов, благодаря чему «красные» вышли в раунд плей-офф.
19 января 2019 года Мохаммед забил свой 50-й гол в Премьер-лиге, на это ему понадобилось 72 матча. 5 апреля Салах забил свой 50-й гол в Премьер-лиге за «Ливерпуль»: он стал самым быстрым игроком, достигшим данного результата в составе клуба. Мохаммед смог сделать это за 69 игр. 26 апреля он провёл свой 100-й матч за «Ливерпуль» и стал игроком с наибольшим результатом забитых голов в данном количестве матчей за клуб. В этой игре он сделал очередной дубль, доведя счёт забитых мячей до 69. Это позволило «красным» одержать победу над «Хаддерсфилд Таун» (5:0). В дальнейшем Мохаммед принял участие и в своём втором подряд финале Лиги чемпионов. Соперником «красных» стал «Тоттенхэм», а Салаху удалось забить первый гол своей команды с пенальти. По итогу матча «Ливерпуль» одержал победу со счётом 2:0 и выиграл Лигу чемпионов, а Салах стал первым египетским футболистом — обладателем данного трофея. Свой гол Мохаммед забил в первые две минуты матча, этот мяч стал одним из самых быстрых голов в истории финалов Лиги чемпионов, лишь Паоло Мальдини в 2005 году забил гол быстрее.

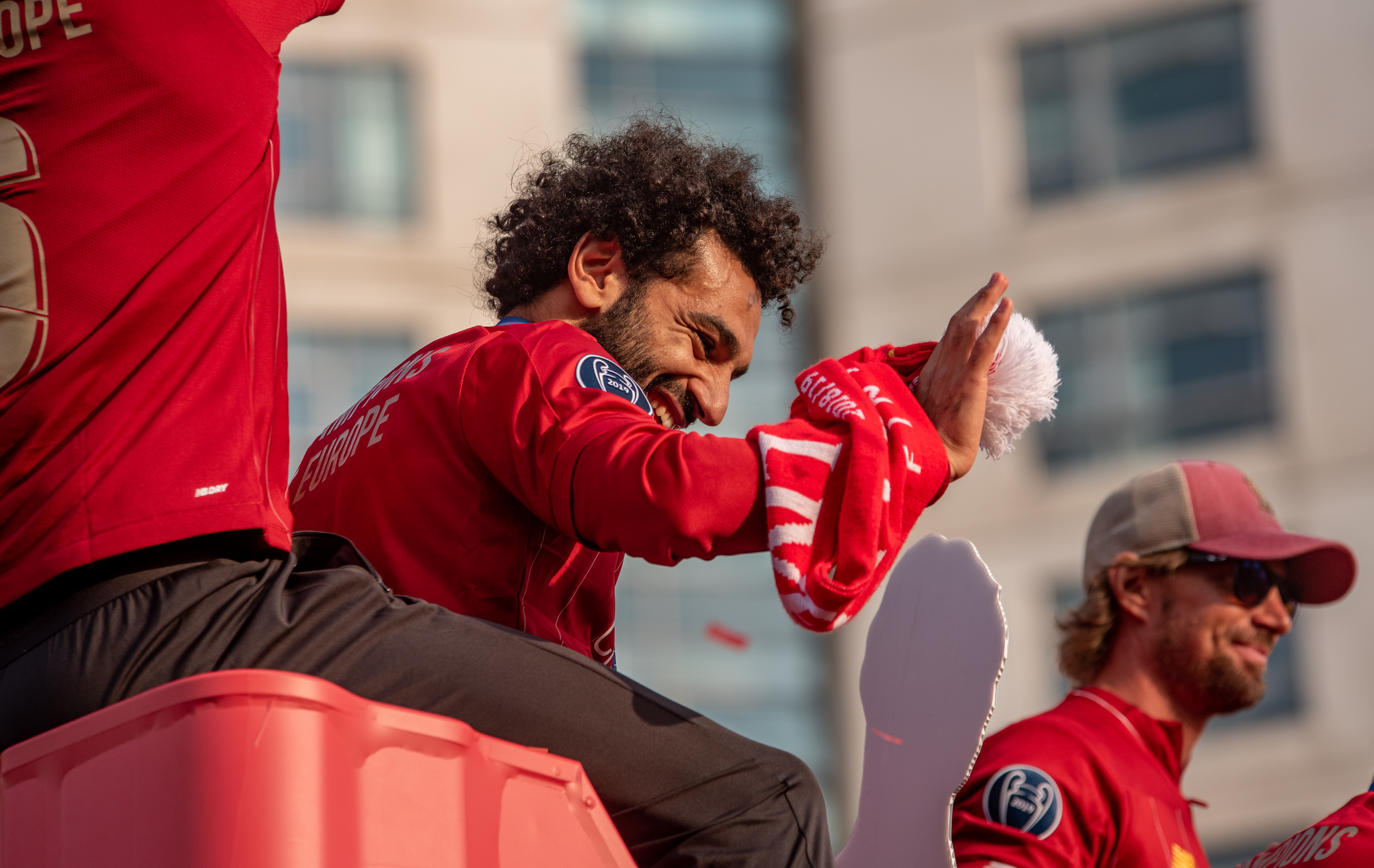
Салах празднует победу в Лиге чемпионов УЕФА, 2 июня 2019 года

#### Победа в Премьер-лиге (2019—2020)

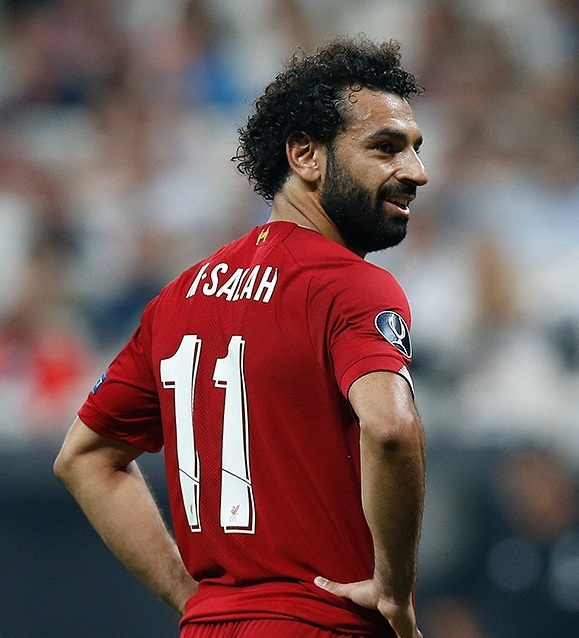
Мохаммед Салах в матче за Суперкубок УЕФА против «Челси»

В матче за Суперкубок УЕФА 14 августа Салах забил пятый и в конечном итоге решающий пенальти в послематчевой серии, что позволило мерсисайдской команде обыграть «Челси» и выиграть данный трофей. В декабре Салах занял пятое место в голосовании на «Золотой мяч». В конце того же месяца он провёл свой 100-й матч в Премьер-лиге, в котором ему удалось забить гол. Благодаря этому египетский нападающий стал пятым бомбардиром Премьер-лиги среди африканских игроков за всё время. Впоследствии «Ливерпуль» выиграл Клубный чемпионат мира 2019 года, а Салах был признан лучшим игроком данного турнира.
19 января 2020 года он впервые отличился забитым мячом в матчах против «Манчестер Юнайтед» и помог своему клубу одержать победу в той игре со счётом 2:0. 29 января Салах забил гол в матче против «Вест Хэма», благодаря чему «Ливерпуль» смог одержать победу и, как следствие, обыграть каждую команду чемпионата в одном сезоне, что произошло впервые в истории «красных». 7 марта Салах забил первый гол в матче против «Борнмута», который окончился со счётом 2:1, в результате чего «Ливерпуль» установил рекорд, проведя 22 победных матча без поражений подряд. Также Салах стал первым игроком «Ливерпуля», забившим по 20 голов во всех соревнованиях в течение трёх сезонов подряд со времён Майкла Оуэна, который добился данного результата в период между сезонами 2000/01 и 2002/03. В конце июня в составе своей команды Мохаммед Салах стал победителем английской Премьер-лиги, это произошло после поражения «Манчестер Сити» в матче с «Челси», из-за чего «Ливерпуль» досрочно стал победителем чемпионата.

#### 100-й гол за «Ливерпуль» и новые рекорды (2020—2021)

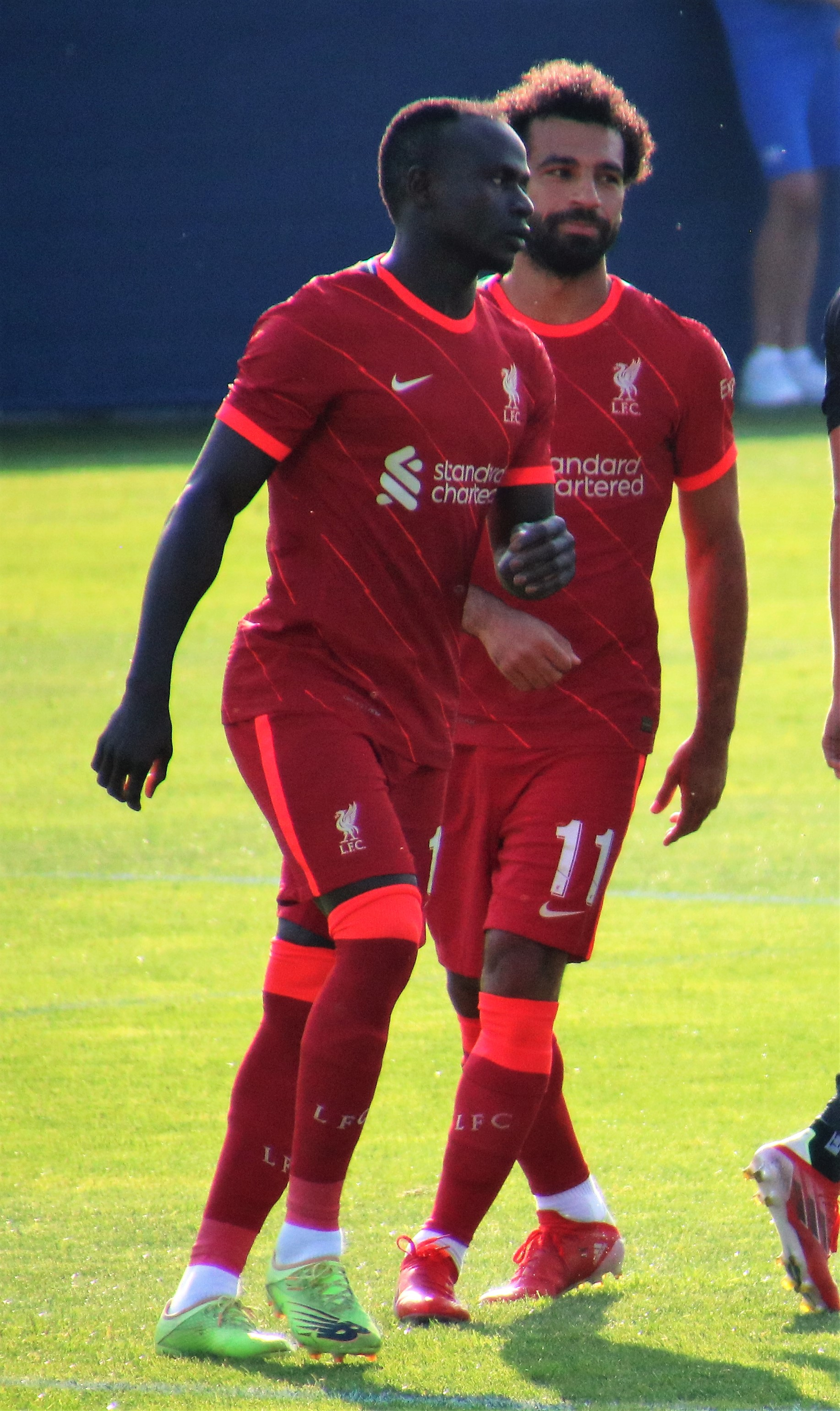
Мохаммед Салах и Садио Мане во время выступлений за «Ливерпуль», 2021 год

Новый сезон 2020/21 Салах начал с хет-трика в ворота «Лидс Юнайтед» уже в первом туре английской лиги, команда египтянина победила со счётом 4:3. Благодаря этим голам он стал первым игроком «Ливерпуля», который забивал в первом же матче чемпионата Англии на протяжении четырёх сезонов подряд. Он также стал первым игроком с сезона 1988/89, сделавшим хет-трик за «красных» в первом туре английского чемпионата. 17 октября в матче против «Эвертона» он забил свой 100-й гол за «Ливерпуль» во всех соревнованиях. Салах стал первым игроком со времён Стивена Джеррарда, которому удалось достичь этого рубежа, а также третьим по скорости в истории «Ливерпуля»: египтянин забил 100 мячей за 159 игр. Быстрее него это сделали лишь Роджер Хант (144 игры) и Джек Паркинсон (153 игры). 31 января 2021 года Мохаммед сделал дубль в ворота «Вест Хэм Юнайтед» и стал пятым игроком «Ливерпуля», забившим более 20 голов во всех соревнованиях за четыре сезона подряд, он добился данного результата впервые после Иана Раша. 24 апреля забил в ворота «Ньюкасл Юнайтед» (1:1), став первым игроком «Ливерпуля», забившим 20 голов в трёх разных сезонах Премьер-лиги. 13 мая Салах забил гол в гостевой победе над «Манчестер Юнайтед» со счётом 4:2, которая стала первой победой его команды на «Олд Траффорд» с марта 2014 года. Также египтянин стал единственным игроком, забившим на «Олд Траффорд» за «Ливерпуль» в двух разных матчах в сезоне, дважды победив в Кубке Англии со счётом 3:2, со времён Гарри Чемберса в сезоне 1920/21.

#### Третья «золотая бутса» и плеймейкер сезона (2021—2022)

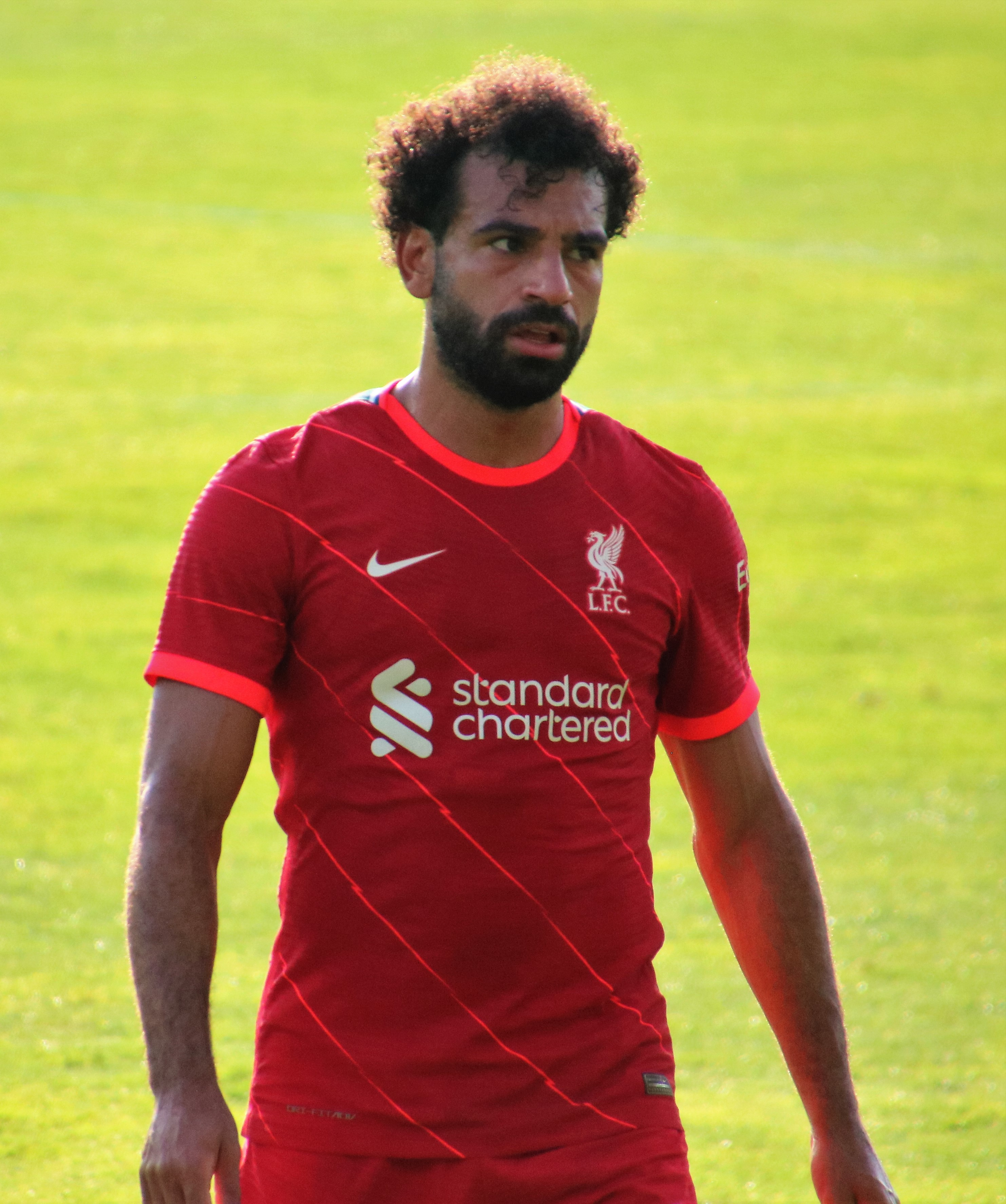
Салах в предсезонной игре за «красных» в 2021 году

Первыми результативными действиями в сезоне 2021/22 игре против «Норвич Сити» был его гол и ассистентский дубль (3:0), также Салах стал первым игроком, забившим в первой игре сезона в течение пяти сезонов Премьер-лиги. 12 сентября 2021 года Мохаммед забил свой 100-й гол в чемпионате Англии в гостевой победе над «Лидс Юнайтед» со счётом 3:0, став вторым африканцем с таким достиженем, после Дидье Дрогба. 25 сентября Салах забил свой 100-й гол в Премьер-лиге за «Ливерпуль» в матче с «Брентфордом», однако игра закончилась вничью — 3:3. Египтянин достиг 100 голов в высшей лиге в меньшем количестве матчей, чем любой другой игрок в истории «красных». Мохаммед Салах достиг этого рубежа, сыграв 151 матч, на одну игру меньше, чем Роджер Хант, который забил сто голов в 152 матчах. Этот гол также переместил Салаха в десятку лучших бомбардиров «Ливерпуля» в истории.
Мы не должны говорить о том, что Месси и Роналду сделали для мирового футбола, и об их доминировании. Но сейчас он [Салах] — лучший. Я вижу его каждый день. Есть такие люди, как Левандовский, Роналду, Месси и Мбаппе, но в данный момент он точно на вершине этого списка.
19 октября 2021 года Салах стал первым игроком в истории «мерсисайдцев», забившим в девяти матчах подряд, сделав дубль в матче с мадридским «Атлетико» (3:2) в Лиге чемпионов. Забив 31-й гол в главном еврокубке, египтянин стал лучшим бомбардиром «Ливерпуля» в этом турнире, превзойдя 30 голов Джеррарда. Пять дней спустя Салах продолжил бить рекорды, оформив хет-трик в матче с заклятыми соперниками «Ливерпуля» — «Манчестер Юнайтед» в гостевой победе над «красными дьяволами» со счётом 5:0. Забив три гола, Мохаммед стал самым результативным африканским игроком в истории Премьер-лиги, превзойдя рекорд Дрогба, первым игроком «красных», забившим в десяти матчах подряд, а также первым игроком «Ливерпуля», забившим на «Олд Траффорд» три матча подряд. Он также стал вторым игроком, оформившим хет-трик на «Олд Траффорд»: последний раз это удалось Криштиану Роналду в 2003 году, и первым, кто сделал это в истории Премьер-лиги. 3 октября 2021 года Салах забил гол в ворота «Манчестер Сити», пройдя на дриблинге сквозь защиту. Позже этот мяч стал лучшим голом месяца, а впоследствии и голом сезона. 1 декабря Мохаммед Салах дважды забил в гостевой победе над «Эвертоном» со счётом 4:1, и «Ливерпуль» стал первой командой в истории английской высшей лиги, забившей не менее двух голов в 18 матчах подряд во всех соревнованиях.
7 декабря 2021 года египтянин открыл счёт в гостевом матче с «Миланом» (2:1) на «Сан-Сиро», благодаря чему «Ливерпуль» стал первым английским клубом, выигравшим все шесть групповых матчей Лиги чемпионов в истории этого турнира. Этот гол стал для Салаха 20-м в сезоне, и он стал первым игроком «мерсисайдцев» со времён Раша, забившим 20 голов в пяти сезонах подряд. 16 декабря Салах забил второй гол «Ливерпуля» в домашней победе над «Ньюкасл Юнайтед» со счётом 3:1, что стало 15-й подряд игрой в Премьер-лиге, в которой Мохаммед либо забил, либо ассистировал, и стало 2000-й победой «красных» в высшей лиге Англии. 19 февраля 2022 года Салах стал 10-м игроком, забившим 150 голов во всех соревнованиях за клуб, и вторым по скорости (232 матча) после Роджера Ханта (226), когда он забил второй гол в матче Премьер-лиги против «Норвич Сити» на «Энфилде» (3:1). 19 апреля египтянин стал первым игроком Премьер-лиги, забившим пять мячей в ворота «Манчестер Юнайтед» за один сезон, после того как сделал дубль в домашней победе над манкунианцами со счётом 4:0. 29 апреля Салах был назван лучшим футболистом года в Англии во второй раз с 2018 года. 22 мая получил свою третью награду «Золотая бутса» по итогам сезона Премьер-лиги, разделив её с Сон Хын Мином после того, как оба игрока забили 23 гола. Салах также получил награду «Плеймейкер сезона», отдав 13 результативных передач. Египтянин занял второе место в Лиге чемпионов 2021/22, уступив в финале мадридскому «Реалу». «Ливерпуль» едва не упустил шанс завоевать исторический квадрупл, заняв второе место в Премьер-лиге и Лиге чемпионов, но выиграв Кубок лиги и Кубок Англии.

#### Продление контракта и рекорды Европы (2022—2023)

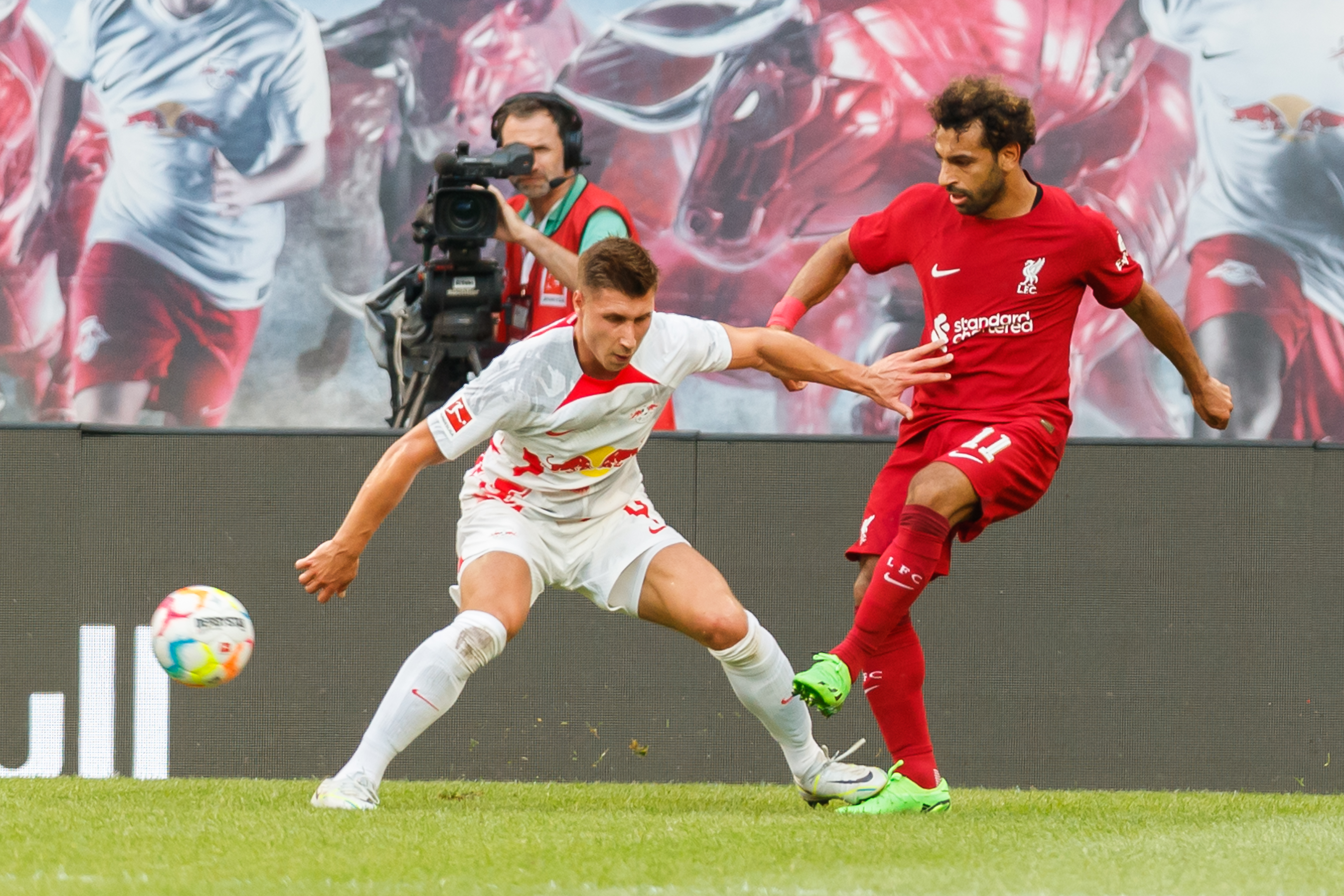
Салах (справа) играет за «Ливерпуль» в 2022 году против «РБ Лейпциг»

1 июля 2022 года Мохаммед Салах подписал новый контракт с «Ливерпулем», рассчитанный как минимум до 2025 года. 30 июля Салах забил пенальти и ассистировал в победе над «Манчестер Сити» со счётом 3:1. 6 августа Салах начал новый сезон Премьер-лиги, забив один гол и ассистировав в ничьей с «Фулхэмом» (2:2). Забив свой восьмой гол в стартовых матчах Премьер-лиги, он стал первым игроком, забившим в первом туре шесть сезонов подряд, и сравнялся с рекордом по количеству голов в стартовые дни, установленным Уэйном Руни, Фрэнком Лэмпардом и Аланом Ширером. 12 октября Салах вышел со скамейки запасных в матче Лиги чемпионов против «Рейнджерс» и забил три гола за шесть минут и двенадцать секунд в итоге победив со счётом 7:1. Это позволило ему побить рекорд Бафетимби Гомиса по самому быстрому хет-трику в Лиге чемпионов в истории. С 38 голами он также стал самым результативным бомбардиром английской команды, обойдя Дидье Дрогба и Серхио Агуэро. 17 октября Салах занял пятое место на церемонии вручения Золотого мяча.
7 января 2023 года Салах обошёл Кенни Далглиша и занял шестое место в списке лучших бомбардиров клуба за всю историю клуба, доведя свой бомбардирский счёт до 173 в 280 матчах, когда он забил второй гол в домашней ничьей с «Вулверхэмптон Уондерерс» (2:2) в Кубке Англии. 21 февраля египтянин стал лучшим бомбардиром «Ливерпуля» в еврокубках, забив второй гол в матче Лиги чемпионов против «Реала» в первом матче 1/8 финала. Несмотря на поражение от «Реала» в обоих матчах 1/8 финала и невыход дальше, Салах завершил Лигу чемпионов 2022/23 вторым по количеству голов в турнире, уступив только Эрлингу Холанну. Более того, 5 марта Салах забил два гола и отдал две передачи в матче с «Манчестер Юнайтед», выигранном со счётом 7:0, и стал лучшим бомбардиром «Ливерпуля» в Премьер-лиге со 129 голами, обогнав Робби Фаулера со 128. Египтянин также стал первым игроком «Ливерпуля», забившим «Манчестер Юнайтед» в пяти матчах подряд. После первого гола в ворота «Юнайтед» Салах стал самым забивным египтянином в истории с 303 голами за карьеру, обогнав Хусама Хасана, забившего 302 гола за клуб и страну во всех турнирах в период с 1985 по 2007 год. 6 мая Салах стал первым игроком в истории «Ливерпуля», забившим в девяти матчах подряд на «Энфилде», забив свой 100-й гол на стадионе. 15 мая оформил свой первый в истории хет-трик из голевых передач в матче Премьер-лиги в гостевом поединке с «Лестер Сити» (3:0). По окончании сезона 2022/23 «Ливерпуль» не смог попасть в Лигу чемпионов, и Салах назвал себя «совершенно опустошённым». Несмотря на это, египтянина назвали одним из лучших игроков Премьер-лиги в том сезоне.

#### Кубок лиги и рекорды «Ливерпуля (2023—2024)
В предсезонный период 2023/24 Салах получил предложение о двухлетнем контракте на сумму 155 млн фунтов стерлингов от клуба Саудовской Про-лиги «Аль-Иттихад». Если бы игрок принял предложение, он присоединился бы к своему бывшему партнёру по команде Фабиньо в Джидде, а «Ливерпуль» получил бы за трансфер 52 млн фунтов стерлингов. Однако 7 августа 2023 года агент Салаха, Рами Аббас Исса, заявил, что его клиент «предан» «Ливерпулю». 1 сентября 2023 года «Аль-Иттихад» направил предложение стоимостью 150 миллионов фунтов стерлингов, чтобы подписать его. Однако в тот же день «Ливерпуль» отказался от сделки. В сезоне 2023/24 Салах перешёл на роль плеймейкера, а главный тренер Юрген Клопп заявил, что теперь ситуация «немного изменилась, особенно с Дарвином [Нуньесом], когда он ... [играл]». Клопп также отметил, что Салах «достаточно умён, чтобы адаптироваться ко всем этим разным вещам» и что он «во всех фазах игрок мирового класса».
21 октября 2023 года Салах забил 200-й и 201-й голы в своей карьере в мерсисайдском дерби. 26 октября забил последний гол в победе над «Тулузой» (5:1) и стал самым забивным игроком Премьер-лиги в еврокубках, обогнав Тьерри Анри. 29 октября забив гол в матче с «Ноттингем Форест» (3:0), Салах стал третьим игроком в истории «Ливерпуля», которому удалось забить в каждом из пяти стартовых домашних матчей сезона, после Гарри Чемберса и Джона Олдриджа. Чемберс и Олдридж добились этого в 1922 и 1987 годах соответственно. 9 декабря Салах забил свой 200-й гол за «Ливерпуль» в матче с «Кристал Пэлас» (2:1) в Премьер-лиге и стал пятым игроком клуба, достигшим этой отметки, после Иана Раша, Роджера Ханта, Гордона Ходжсона и Билли Лидделла. 14 марта 2024 года он забил гол в победе над пражской «Спартой» со счётом 6:1 в 1/8 финала Лиги Европы, став первым игроком, забившим не менее 20 голов в семи сезонах подряд за «Ливерпуль», побив предыдущий рекорд Иана Раша — шесть голов в период с 1981–82 по 1986–87 годы. 7 апреля забил в гостевой ничьей с «Манчестер Юнайтед» (2:2), доведя свой голевой счёт в Премьер-лиге на «Олд Траффорд» до шести, что является самым большим показателем среди всех игроков, игравших в гостях, за всю историю турнира, обогнав Стивена Джеррарда на пять голов. 25 мая Салах был признан лучшим африканским бомбардиром Премьер-лиги сезона 2023/24 с 18 голами в 34 выступлениях в лиге. 7 июня он был признан лучшим игроком сезона в четвёртый раз в своей карьере. В конце сезона Юрген Клопп покинул «Ливерпуль»; за всё время его работы в качестве главного тренера «Ливерпуля» Салах был его самым используемым игроком.

#### Бесчисленные рекорды и продление контракта (2024—2025)
17 августа 2024 года Мохаммед Салах побил рекорд по количеству голов, забитых в в первом туре в истории Премьер-лиги, одержав победу со счётом 2:0 над недавно повысившемся «Ипсвич Тауном». 2 октября забив гол в ворота «Болоньи» (2:0) в Лиге чемпионов, он превзошёл Дидье Дрогба, став самым забивным африканским игроком в этом турнире за всю историю. 20 октября Салах забил пенальти в ворота «Челси», доведя свой бомбардирский счёт в Премьер-лиге до пяти голов и пяти передач в восьми сыгранных матчах. Это самый ранний случай в сезоне, когда игрок «Ливерпуля» забил пять и более голов и отдал пять и более передач в турнире. Начало сезона прошло среди многочисленных обсуждений потенциального истечения контрактов египтянина, а также партнёров по команде Вирджила ван Дейка и Трента Александера-Арнольда. По этому поводу Мика Ричардс сказал: «[Ливерпуль]» должен подписать Мо Салаха, необходимо, чтобы они заключили с ним двухлетний контракт». 24 ноября Салах забил дубль в гостевом матче с «Саутгемптоном» (3:2), причём последний гол стал для него 100-м в составе «Ливерпуля» во всех турнирах. 4 декабря он забил дубль и сделал ассист в ничьей с «Ньюкасл Юнайтед» (3:3), став первым игроком в истории Премьер-лиги, забившим и ассистировавшим в 37 матчах, обогнав Уэйна Руни (36).
10 декабря 2024 года он забил свой 50-й гол в Лиге чемпионов в победе «Ливерпуля» над «Жироной» со счётом 1:0. Четыре дня спустя он записал на свой счёт свою 100-ю результативную передачу за «Ливерпуль» во всех турнирах, в матче Премьер-лиги против «Фулхэма». 22 декабря он забил дубль и отдал две результативные передачи в гостевой победе над «Тоттенхэм Хотспур» со счётом 6:3 и стал первым игроком в истории Премьер-лиги, который перед Рождеством достиг двузначного числа голов и передач — 15 голов и 11 ассистов. Он также стал четвёртым самым результативным бомбардиром «Ливерпуля» всех времён, забив 229 голов и обогнав по этому показателю Билли Лидделла.
Салах вошёл в список 50 лучших бомбардиров в истории английского футбола, забив свой 173-й гол на 82-й минуте матча с «Лестер Сити» в Боксинг дэй 2024 года. Он занимает первое место в списке лучших иностранных бомбардиров в английском футболе, сравнявшись с аргентинцем Серхио Агуэро, у которого 184 гола. Когда в сезоне было сыграно всего 18 матчей, Салах побил ещё три рекорда Премьер-лиги, забив гол и отдав две голевые передачи в победе над «Вест Хэм Юнайтед» со счётом 5:0 на стадионе «Лондон», став первым игроком, забившим и ассистировавшим в восьми разных матчах за один сезон, и установил рекорд по количеству матчей, в которых он забил 30 голов за сезон, и по количеству голевых передач за один месяц для любого игрока в истории Премьер-лиги, а также вошёл в десятку лучших игроков Премьер-лиги с 81 голевой передачей, обогнав Дэвида Бекхэма. Кроме того, он стал первым игроком в истории «Ливерпуля», забившим не менее 20 голов во всех турнирах в течение восьми сезонов подряд, побив свой же рекорд предыдущего сезона.
21 января 2025 года Салах забил свой 50-й гол за «Ливерпуль» в еврокубках в победе над «Лиллем» на «Энфилде» со счётом 2:1. В последующие два дня в чемпионате он забил «Ипсвич Тауну» (4:1) в домашней победе, а затем сделал дубль в гостевой победе над «Борнмутом» (2:0), увеличив свой счёт до 178 голов в Премьер-лиге и поднявшись на шестое место в списке лучших бомбардиров Премьер-лиги, обогнав Тьерри Анри и Фрэнка Лэмпарда. Он также стал лишь пятым игроком в истории Премьер-лиги, которому удалось в пятый раз забить не менее 20 голов за сезон. 12 февраля в последнем мерсисайдском дерби на «Гудисон Парк» Салах стал четвёртым игроком, записавшим на свой счёт 100 голевых передач в стольких же матчах Премьер-лиги, после Алана Ширера, Тьерри Анри и Робина ван Перси. 19 февраля он отметился голом и отдал голевую передачу в гостевой ничьей с «Астон Виллой» (2:2), став первым игроком, забившим 15 голов на выезде в одном сезоне, и пятым игроком в истории Премьер-лиги, которому удалось забить как минимум 15 голов и сделать 15 голевых передач в одном сезоне. Через четыре дня Салах забил гол и отдал голевую передачу в победе над «Манчестер Сити» (2:0) на стадионе «Этихад» и установил ещё пять рекордов Премьер-лиги, клубных и европейских, в том числе стал первым игроком, забившим и отдавшим голевую передачу в 11 матчах Премьер-лиги, что является самым большим показателем для игрока в одном сезоне в одной из лиг «большой пятерки» Европы с тех пор, как Лионель Месси сделал это в 11 матчах за «Барселону» в сезоне 2014/15. Египтянин также стал первым игроком в лигах «большой пятерки» Европы, достигшим отметки в 50 голов за сезон. 8 марта он стал третьим бомбардиром в истории «Ливерпуля», забив два гола в домашней победе над «Саутгемптоном» (3:1) в Премьер-лиге .
11 апреля Салах подписал двухлетний контракт после нескольких месяцев спекуляций по поводу его будущего в клубе из-за того, что его контракт должен был закончиться в конце сезона, и интереса со стороны других клубов, в частности из Саудовской Аравии. Два дня спустя Салах записал на свой счёт 18-ю результативную передачу в сезоне, отдав голевую передачу Луису Диасу в матче с «Вест Хэм Юнайтед». Это был его 45-й голевой вклад в сезоне, что является рекордом за 38 матчей в Премьер-лиге.

## Карьера в сборной

### Молодёжные сборные
Мохаммед Салах провёл по 11 матчей за сборную Египта до 20 лет и до 23 лет, он принял участие в чемпионате мира среди молодёжных команд в 2011 году. На нём Мохаммед реализовал пенальти в матче против Аргентины, однако это не помогло команде обыграть соперника, игра окончилась поражением со счётом 1:2. Помимо молодёжного чемпионата мира Салах принял участие и в летних Олимпийских играх 2012 года, он забил во всех трёх играх групповых этапа. В первом матче против Бразилии Мохаммед забил второй мяч своей команды, однако Египет проиграл встречу со счётом 2:3. В игре против Новой Зеландии благодаря голу Салаха результат стал ничейным — 1:1. Забитый им мяч также помог Египту одержать победу над сборной Беларуси со счётом 3:1. Это позволило египтянам пройти в стадию плей-офф, однако в четвертьфинале Египет проиграл Японии со счётом 0:3.

### Основная сборная
3 сентября 2011 года Салах дебютировал за основную сборную Египта, его первый матч закончился поражением от сборной Сьерра-Леоне со счётом 1:2. Спустя месяц Мохаммед забил свой первый гол в составе сборной, это произошло в победном матче против сборной Нигера в рамках отборочного турнира на Кубок африканских наций 2012 года. 9 июня 2013 года Салах сделал хет-трик в матче против Зимбабве, благодаря чему Египет в четвёртый раз подряд одержал победу на отборочном этапе чемпионата мира. Однако в итоге египетская сборная так на сам турнир и не попала, в ключевой момент потерпев поражение от сборной Ганы, которая и поехала на мундиаль.

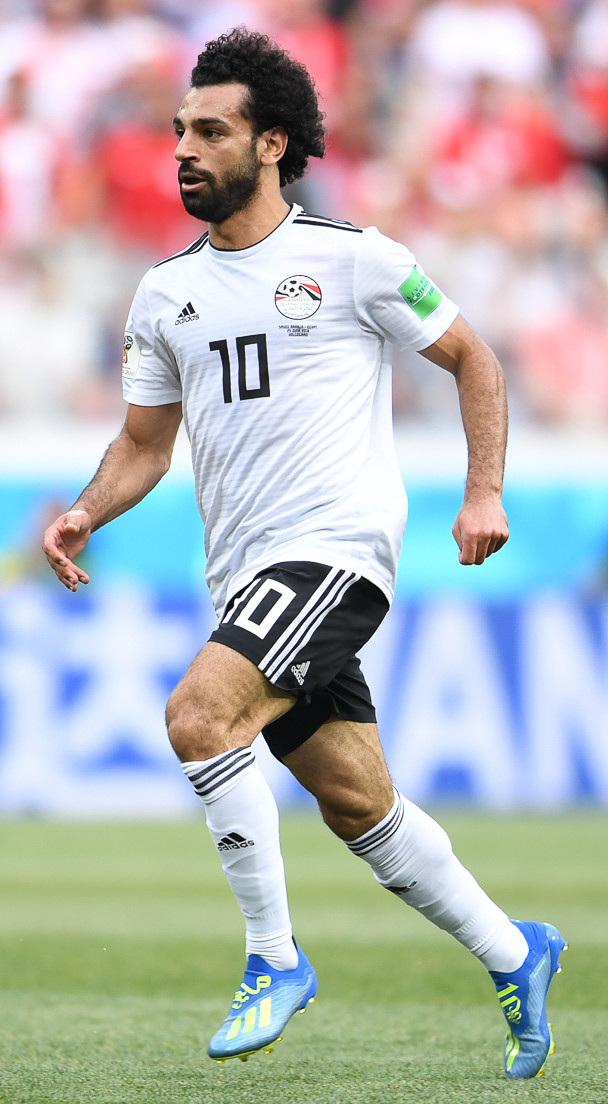
Салах в составе сборной Египта на ЧМ-2018

На отборочном этапе Кубка африканских наций 2015 года Салах забил гол в матче против сборной Туниса, однако в этой встрече египетская сборная всё равно проиграла — 1:2. Из-за этого Египет в третий раз подряд пропустил финальную стадию Кубка африканских наций. Сборной Египта удалось квалифицироваться на Кубок африканских наций 2017 года, проходившем в Габоне. Салах был включён в состав команды, которая должна принять участие в данном турнире. 25 января Мохаммед забил единственный гол в матче против Ганы, что позволило Египту одержать победу в той игре и занять первое место в группе D. Впоследствии Салах вместе со своей командой смогли дойти до финала, где, однако, победу праздновала сборная Камеруна. Мохаммед Салах провёл на турнире шесть матчей и вошёл в символическую сборную из лучших его игроков.
Во время квалификации на чемпионат мира 2018 года Салах принял участие в пяти матчах. Он помог своей команде впервые с 1990 года пройти отбор на данный турнир. Несмотря на сомнения относительно готовности игрока после полученной травмы в финале Лиги чемпионов 2017/18, Мохаммед был включён в состав египетской сборной. В первом матче мундиаля против сборной Уругвая 15 июня Салах не сыграл, а египтяне проиграли со счётом 0:1, пропустив гол на последних минутах матча. 19 июня в матче против сборной России Мохаммед появился на поле и забил гол с пенальти, однако это не помогло сборной Египта одержать победу в данной встрече, итоговый счёт — 1:3. В финальном матче группового этапа против сборной Саудовской Аравии Салах забил свой второй гол на данном турнире, однако египетская сборная со счётом 1:2 проиграла и этот матч. В итоге египтяне не смогли одержать ни одной победы и, заняв последнее место в своей группе, покинули турнир.
8 сентября в матче против сборной Нигера в отборочном турнире на Кубок африканских наций 2019 года Салах забил два гола, отдал две голевые передачи, а также не реализовал два пенальти, итоговый счёт этого матча — 6:0. Он был включён в состав своей сборной на Кубок африканских наций 2019 года. 26 июня забил свой первый гол на этом турнире во втором матче группового этапа против сборной ДР Конго. Египетская сборная выиграла все три матча своей группы, благодаря чему оказалась в ней на первом месте и вышла в раунд плей-офф. Однако уже на стадии 1/8 финала египтяне уступили сборной ЮАР (0:1).
29 декабря 2021 года вошёл в окончательную заявку для участия на Кубке африканских наций 2021. На турнире принял участие в матчах против сборных Нигерии, Гвинеи-Бисау, Судана, Кот-д’Ивуара, Марокко, Камеруна и в финале против Сенегала.

## Характеристика игрока
Мохаммед Салах является быстрым игроком, известен своими навыками дриблинга, создаёт моменты как для себя, так и для своих партнёров по команде. Является универсальным нападающим, однако в основном играет на позиции вингера на правом фланге, может выступать и на позиции центрального нападающего. Он считается одним из величайших африканских футболистов в истории, обычно его ставят в один ряд с другими известными африканскими нападающими: Джорджем Веа, Дидье Дрогба, Садио Мане, Риядом Махрезом и Самюэлем Это’о. Иногда подвергается критике за то, что в некоторых случаях предпочитает пробить по воротам сам, игнорируя партнёров по команде, находящихся в более выгодной позиции. Его также критикуют за симуляции, направленные на получение стандартных моментов для своей команды. По своему стилю игры Салах похож на Арьена Роббена, это связано и с одинаковой позицией на поле, и с одинаковой ударной ногой, и со схожими игровыми качествами. В составе «Ливерпуля» Салах стал играть более атакующую роль, нежели в своих предыдущих командах, главный тренер Юрген Клопп разместил египтянина ближе к воротам противника. Фактически Мохаммед действует не на позиции вингера, а на позиции крайнего нападающего, что позволяет ему активнее принимать участие в атакующих действиях своей команды. Подобная тактика, а также концепция динамичной командной игры позволила Салаху гораздо чаще забивать мячи.
Ещё во время выступлений за «Мокавлун» американский тренер сборной Египта Боб Брэдли отметил высокую скорость Салаха и его футбольный интеллект, а также стремление к улучшению своей игры за счёт обучения. При подписании контракта с «Челси» главный тренер Жозе Моуринью сказал, что Салах «молод, быстр, изобретателен и полон энтузиазма». Он также упомянул то, что Салах выглядит скромным человеком, который готов работать в команде. Благодаря своим спортивным навыкам, высокой скорости, а также игрой преимущественно левой ногой Мохаммед получил во время выступлений в Италии прозвище «египетский Месси» от местных СМИ. Бразильский футболист Роналдо в 2018 году тоже заявил, что Салах похож на Месси своими игровыми качествами.

## Достижения

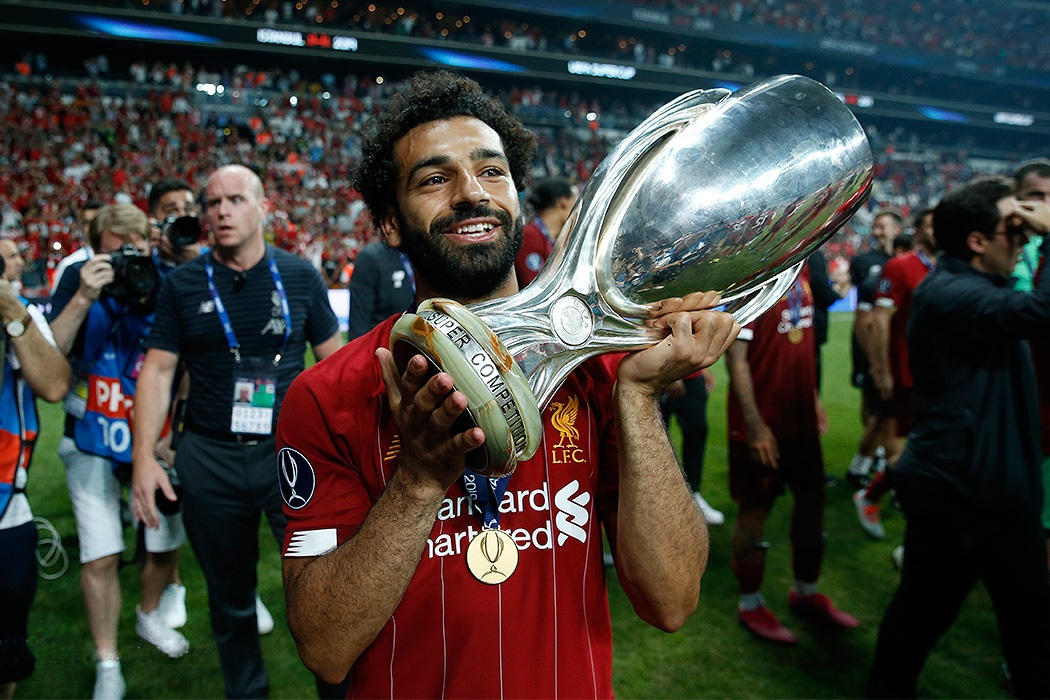
Салах после победы в Суперкубке УЕФА, 2019 год

### Командные
«Базель»
- Чемпион Швейцарии (2): 2012/13, 2013/14

«Челси»
- Обладатель Кубка Футбольной лиги: 2014/15

«Ливерпуль»
- Чемпион Англии (2): 2019/20, 2024/25
- Обладатель Кубка Англии: 2021/22
- Обладатель Суперкубка Англии: 2022
- Победитель Лиги чемпионов УЕФА: 2018/19
- Обладатель Суперкубка УЕФА: 2019
- Обладатель Кубка Футбольной лиги (2): 2021/22, 2023/24
- Победитель Клубного чемпионата мира: 2019

Сборная Египта
- Серебряный призер Кубка африканских наций (2): 2017, 2021

### Личные
- Самый многообещающий талант года в Африке по версии КАФ: 2012[13]
- Лучший футболист года в Швейцарии: 2013[294]
- Лучший игрок сезона в «Роме»: 2015/16[96]
- Лучший арабский игрок года по версии Globe Soccer: 2016[295]
- Член символической сборной Африки по версии КАФ (5): 2016[296], 2017, 2018[297], 2019[298], 2020
- Член символической команды из лучших игроков Кубка африканских наций: 2017[253]
- Лучший игрок месяца английской Премьер-лиги (7)[299]: ноябрь 2017, февраль 2018, март 2018, октябрь 2021, октябрь 2023, ноябрь 2024, февраль 2025
- Лучший игрок месяца по версии ПФА (7): ноябрь 2017[300], декабрь 2017[301], февраль 2018[302], март 2018[303], декабрь 2018[304], январь 2019[305], апрель 2019[306]
- Африканский футболист года по версии Би-би-си (2): 2017[307], 2018[15]
- Африканский футболист года (2): 2017[308], 2018[14]
- Игрок года по версии футболистов ПФА: 2017/18, 2021/22
- Футболист года по версии Ассоциации футбольных журналистов: 2017/18, 2021/22
- Лучший бомбардир английской Премьер-лиги (4): 2017/18 (единолично), 2018/19 (наряду с Садио Мане и Пьер-Эмериком Обамеянгом), 2021/22 (наряду с Сон Хын Мином)[299], 2024/25
- Игрок сезона английской Премьер-лиги: 2017/18[299], 2024/25
- Команда года по версии ПФА: 2018[122]
- Игрок сезона в «Ливерпуле»: 2017/18[309]
- Игрок сезона в «Ливерпуле» по версии футболистов: 2017/18[309]
- Игрок года по версии болельщиков ПФА: 2018[310]
- Входит в состав символической сборной из лучших игроков сезона Лиги чемпионов: 2017/18[311]
- The Best FIFA Men’s Player 3-е место: 2018, 2021.
- Второй игрок Европы по версии французского журнала Onze Mondial: 2018
- Входит в состав символической сборной Европы по версии ESM: 2018
- Обладатель премии ФИФА имени Ференца Пушкаша: 2018[312]
- Обладатель звания «Почётный гражданин Чеченской Республики»[313][314]
- Лучший игрок Клубного чемпионата мира: 2019[150]
- Автор лучшего гола сезона в «Ливерпуле»: 2018/19[315]
- Time 100: 2019[316]
- Обладатель премии Golden Foot: 2021

## Рекорды

### Англия
- Наибольшее количество голов, забитых африканским игроком в одном сезоне Премьер-лиги: 32[317]
- Наибольшее количество наград лучшему игроку месяца в Премьер-лиге в одном сезоне: 3[318]
- Наибольшее количество голов, забитых с левой ноги в одном сезоне: 22[124]
- Наибольшее количество команд, в ворота которых был забит мяч в течение одного сезона Премьер-лиги: 17[c]
- Первый игрок, в одиночку забивший большее количество мячей, чем три отдельных команды в Премьер-лиге: «Вест Бромвич Альбион» (31), «Суонси Сити» (28) и «Хаддерсфилд Таун» (28)[320]

### «Ливерпуль»
- Наибольшее количество голов в дебютном сезоне: 44[321]
- Наибольшее количество наград лучшему игроку месяца в «Ливерпуле» в одном сезоне: 7[320]
- Самый быстрый игрок, забивший 50 голов в составе команды: за 65 игр[322]
- Самый быстрый игрок, забивший 50 голов в Премьер-лиге в составе команды: за 69 игр[141]
- Наибольшее количество голов, забитых за первые 100 матчей во всех соревнованиях: 69[142]
- Наибольшее количество голов, забитых за первые 100 матчей в Премьер-лиге в составе команды: 70[323]

### Еврокубки
- Автор самого быстрого хет-трика в истории Лиги чемпионов УЕФА: за 6 минут и 13 секунд (12 октября 2022 года против «Рейнджерс»)[188]

## Статистика выступлений

### Клубная
| Клуб             | Сезон            | Лига | Лига | Кубок | Кубок | Кубок лиги | Кубок лиги | Еврокубки | Еврокубки | Прочие | Прочие | Всего | Всего |
| Клуб             | Сезон            | Игры | Голы | Игры  | Голы  | Игры       | Голы       | Игры      | Голы      | Игры   | Голы   | Игры  | Голы  |
| ---------------- | ---------------- | ---- | ---- | ----- | ----- | ---------- | ---------- | --------- | --------- | ------ | ------ | ----- | ----- |
| Мокавлун         | 2009/10          | 3    | 0    | 2     | 0     | —          | —          | —         | —         | 0      | 0      | 5     | 0     |
| Мокавлун         | 2010/11          | 20   | 4    | 4     | 1     | —          | —          | —         | —         | 0      | 0      | 24    | 5     |
| Мокавлун         | 2011/12          | 15   | 7    | 0     | 0     | —          | —          | —         | —         | 0      | 0      | 15    | 7     |
| Мокавлун         | Итого            | 38   | 11   | 6     | 1     | 0          | 0          | 0         | 0         | 0      | 0      | 44    | 12    |
| Базель           | 2012/13          | 29   | 5    | 5     | 3     | —          | —          | 16        | 2         | 0      | 0      | 50    | 10    |
| Базель           | 2013/14          | 18   | 4    | 1     | 1     | —          | —          | 10        | 5         | 0      | 0      | 29    | 10    |
| Базель           | Итого            | 47   | 9    | 6     | 4     | 0          | 0          | 26        | 7         | 0      | 0      | 79    | 20    |
| Челси            | 2013/14          | 10   | 2    | 1     | 0     | 0          | 0          | 0         | 0         | 0      | 0      | 11    | 2     |
| Челси            | 2014/15          | 3    | 0    | 1     | 0     | 2          | 0          | 2         | 0         | 0      | 0      | 8     | 0     |
| Челси            | Итого            | 13   | 2    | 2     | 0     | 2          | 0          | 2         | 0         | 0      | 0      | 19    | 2     |
| → Фиорентина     | 2014/15          | 16   | 6    | 2     | 2     | —          | —          | 8         | 1         | 0      | 0      | 26    | 9     |
| → Фиорентина     | Итого            | 16   | 6    | 2     | 2     | 0          | 0          | 8         | 1         | 0      | 0      | 26    | 9     |
| → Рома           | 2015/16          | 34   | 14   | 1     | 0     | —          | —          | 7         | 1         | 0      | 0      | 42    | 15    |
| Рома             | 2016/17          | 31   | 15   | 2     | 2     | —          | —          | 8         | 2         | 0      | 0      | 41    | 19    |
| Рома             | Итого            | 65   | 29   | 3     | 2     | 0          | 0          | 15        | 3         | 0      | 0      | 83    | 34    |
| Ливерпуль        | 2017/18          | 36   | 32   | 1     | 1     | 0          | 0          | 15        | 11        | 0      | 0      | 52    | 44    |
| Ливерпуль        | 2018/19          | 38   | 22   | 1     | 0     | 1          | 0          | 12        | 5         | 0      | 0      | 52    | 27    |
| Ливерпуль        | 2019/20          | 34   | 19   | 2     | 0     | 0          | 0          | 8         | 4         | 4      | 0      | 48    | 23    |
| Ливерпуль        | 2020/21          | 37   | 22   | 2     | 3     | 1          | 0          | 10        | 6         | 1      | 0      | 51    | 31    |
| Ливерпуль        | 2021/22          | 35   | 23   | 2     | 0     | 1          | 0          | 13        | 8         | 0      | 0      | 51    | 31    |
| Ливерпуль        | 2022/23          | 38   | 19   | 3     | 1     | 1          | 1          | 8         | 8         | 1      | 1      | 51    | 30    |
| Ливерпуль        | 2023/24          | 32   | 18   | 1     | 1     | 2          | 1          | 9         | 5         | 0      | 0      | 44    | 25    |
| Ливерпуль        | 2024/25          | 38   | 29   | 0     | 0     | 5          | 2          | 9         | 3         | 0      | 0      | 52    | 34    |
| Ливерпуль        | 2025/26          | 1    | 1    | 0     | 0     | 0          | 0          | 0         | 0         | 1      | 0      | 2     | 1     |
| Ливерпуль        | Итого            | 289  | 185  | 12    | 6     | 11         | 4          | 84        | 50        | 7      | 2      | 403   | 246   |
| Всего за карьеру | Всего за карьеру | 468  | 242  | 31    | 15    | 13         | 4          | 135       | 61        | 7      | 1      | 654   | 323   |

### Сборная
| Сборная          | Год              | Товарищеские | Товарищеские | Турниры | Турниры | Всего | Всего |
| Сборная          | Год              | Игры         | Голы         | Игры    | Голы    | Игры  | Голы  |
| Египет           |                  |              |              |         |         |       |       |
| ---------------- | ---------------- | ------------ | ------------ | ------- | ------- | ----- | ----- |
| Египет           | 2011             | 0            | 0            | 2       | 1       | 2     | 1     |
| Египет           | 2012             | 11           | 5            | 4       | 2       | 15    | 7     |
| Египет           | 2013             | 4            | 4            | 6       | 5       | 10    | 9     |
| Египет           | 2014             | 3            | 2            | 6       | 3       | 9     | 5     |
| Египет           | 2015             | 2            | 0            | 2       | 2       | 4     | 2     |
| Египет           | 2016             | 1            | 0            | 5       | 5       | 6     | 5     |
| Египет           | 2017             | 1            | 0            | 10      | 5       | 11    | 5     |
| Египет           | 2018             | 1            | 1            | 5       | 6       | 6     | 7     |
| Египет           | 2019             | 1            | 0            | 4       | 2       | 5     | 2     |
| Египет           | 2020             | 0            | 0            | 0       | 0       | 0     | 0     |
| Египет           | 2021             | 0            | 0            | 7       | 2       | 7     | 2     |
| Всего за карьеру | Всего за карьеру | 24           | 12           | 44      | 31      | 75    | 45    |

### Список матчей за сборную
| Матчи и голы Мохаммеда Салаха за сборную Египта | Матчи и голы Мохаммеда Салаха за сборную Египта | Матчи и голы Мохаммеда Салаха за сборную Египта | Матчи и голы Мохаммеда Салаха за сборную Египта | Матчи и голы Мохаммеда Салаха за сборную Египта | Матчи и голы Мохаммеда Салаха за сборную Египта | Матчи и голы Мохаммеда Салаха за сборную Египта |
| №                                               | Дата                                            | Оппонент                                        | Счёт                                            | Голы Салаха                                     | Соревнование                                    |                                                 |
| ----------------------------------------------- | ----------------------------------------------- | ----------------------------------------------- | ----------------------------------------------- | ----------------------------------------------- | ----------------------------------------------- | ----------------------------------------------- |
| 1                                               | 3 сентября 2011                                 | Сьерра-Леоне                                    | 1:2                                             | —                                               | Отборочные матчи КАН-2012                       |                                                 |
| 2                                               | 8 октября 2011                                  | Нигер                                           | 3:0                                             | 55′                                             | Отборочные матчи КАН-2012                       |                                                 |
| 3                                               | 27 февраля 2012                                 | Кения                                           | 5:0                                             | 10′                                             | Товарищеский матч                               |                                                 |
| 4                                               | 29 февраля 2012                                 | Нигер                                           | 1:0                                             | —                                               | Товарищеский матч                               |                                                 |
| 5                                               | 2 марта 2012                                    | ДР Конго                                        | 0:0                                             | —                                               | Товарищеский матч                               |                                                 |
| 6                                               | 29 марта 2012                                   | Уганда                                          | 2:1                                             | 60′                                             | Товарищеский матч                               |                                                 |
| 7                                               | 31 марта 2012                                   | Чад                                             | 4:0                                             | 31′                                             | Товарищеский матч                               |                                                 |
| 8                                               | 11 мая 2012                                     | Ливан                                           | 4:1                                             | —                                               | Товарищеский матч                               |                                                 |
| 9                                               | 20 мая 2012                                     | Камерун                                         | 2:1                                             | —                                               | Товарищеский матч                               |                                                 |
| 10                                              | 22 мая 2012                                     | Того                                            | 3:0                                             | 51′, 86′                                        | Товарищеский матч                               |                                                 |
| 11                                              | 1 июня 2012                                     | Мозамбик                                        | 2:0                                             | —                                               | Отборочные матчи ЧМ-2014                        |                                                 |
| 12                                              | 10 июня 2012                                    | Гвинея                                          | 3:2                                             | 90+5′                                           | Отборочные матчи ЧМ-2014                        |                                                 |
| 13                                              | 15 июня 2012                                    | ЦАР                                             | 2:3                                             | 48′                                             | Отборочные матчи КАН-2013                       |                                                 |
| 14                                              | 30 июня 2012                                    | ЦАР                                             | 1:1                                             | —                                               | Отборочные матчи КАН-2013                       |                                                 |
| 15                                              | 12 октября 2012                                 | Республика Конго                                | 3:0                                             | —                                               | Товарищеский матч                               |                                                 |
| 16                                              | 16 октября 2012                                 | Тунис                                           | 0:1                                             | —                                               | Товарищеский матч                               |                                                 |
| 17                                              | 14 ноября 2012                                  | Грузия                                          | 0:0                                             | —                                               | Товарищеский матч                               |                                                 |
| 18                                              | 6 февраля 2013                                  | Чили                                            | 1:2                                             | 88′                                             | Товарищеский матч                               |                                                 |
| 19                                              | 22 марта 2013                                   | Свазиленд                                       | 10:0                                            | 14′, 45′                                        | Товарищеский матч                               |                                                 |
| 20                                              | 26 марта 2013                                   | Зимбабве                                        | 2:1                                             | —                                               | Отборочные матчи ЧМ-2014                        |                                                 |
| 21                                              | 9 июня 2013                                     | Зимбабве                                        | 4:2                                             | 40′, 76′, 83′                                   | Отборочные матчи ЧМ-2014                        |                                                 |
| 22                                              | 16 июня 2013                                    | Мозамбик                                        | 1:0                                             | 40′                                             | Отборочные матчи ЧМ-2014                        |                                                 |
| 23                                              | 14 августа 2013                                 | Уганда                                          | 3:0                                             | 57′                                             | Товарищеский матч                               |                                                 |
| 24                                              | 10 сентября 2013                                | Гвинея                                          | 4:2                                             | 83′                                             | Отборочные матчи ЧМ-2014                        |                                                 |
| 25                                              | 15 октября 2013                                 | Гана                                            | 1:6                                             | —                                               | Отборочные матчи ЧМ-2014                        |                                                 |
| 26                                              | 14 ноября 2013                                  | Замбия                                          | 2:0                                             | —                                               | Товарищеский матч                               |                                                 |
| 27                                              | 19 ноября 2013                                  | Гана                                            | 2:1                                             | —                                               | Отборочные матчи ЧМ-2014                        |                                                 |
| 28                                              | 5 марта 2014                                    | Босния и Герцеговина                            | 2:0                                             | 64′                                             | Товарищеский матч                               |                                                 |
| 29                                              | 30 мая 2014                                     | Чили                                            | 2:3                                             | 12′                                             | Товарищеский матч                               |                                                 |
| 30                                              | 4 июня 2014                                     | Ямайка                                          | 2:2                                             | —                                               | Товарищеский матч                               |                                                 |
| 31                                              | 5 сентября 2014                                 | Сенегал                                         | 0:2                                             | —                                               | Отборочные матчи КАН-2015                       |                                                 |
| 32                                              | 10 сентября 2014                                | Тунис                                           | 0:1                                             | —                                               | Отборочные матчи КАН-2015                       |                                                 |
| 33                                              | 10 октября 2014                                 | Ботсвана                                        | 2:0                                             | 62′                                             | Отборочные матчи КАН-2015                       |                                                 |
| 34                                              | 15 октября 2014                                 | Ботсвана                                        | 2:0                                             | 72′                                             | Отборочные матчи КАН-2015                       |                                                 |
| 35                                              | 15 ноября 2014                                  | Сенегал                                         | 0:1                                             | —                                               | Отборочные матчи КАН-2015                       |                                                 |
| 36                                              | 19 ноября 2014                                  | Тунис                                           | 1:2                                             | 15′                                             | Отборочные матчи КАН-2015                       |                                                 |
| 37                                              | 26 марта 2015                                   | Экваториальная Гвинея                           | 2:0                                             | —                                               | Товарищеский матч                               |                                                 |
| 38                                              | 14 июня 2015                                    | Танзания                                        | 3:0                                             | 70′                                             | Отборочные матчи КАН-2017                       |                                                 |
| 39                                              | 6 сентября 2015                                 | Чад                                             | 5:1                                             | 40′                                             | Отборочные матчи КАН-2017                       |                                                 |
| 40                                              | 11 октября 2015                                 | Замбия                                          | 3:0                                             | —                                               | Товарищеский матч                               |                                                 |
| 41                                              | 25 марта 2016                                   | Нигерия                                         | 1:1                                             | 90+1′                                           | Отборочные матчи КАН-2017                       |                                                 |
| 42                                              | 29 марта 2016                                   | Нигерия                                         | 1:0                                             | —                                               | Отборочные матчи КАН-2017                       |                                                 |
| 43                                              | 4 июня 2016                                     | Танзания                                        | 2:0                                             | 44′, 59′                                        | Отборочные матчи КАН-2017                       |                                                 |
| 44                                              | 6 сентября 2016                                 | ЮАР                                             | 0:1                                             | —                                               | Товарищеский матч                               |                                                 |
| 45                                              | 9 октября 2016                                  | Республика Конго                                | 2:1                                             | 41′                                             | Отборочные матчи ЧМ-2018                        |                                                 |
| 46                                              | 13 ноября 2016                                  | Гана                                            | 2:0                                             | 43′ (пен.)                                      | Отборочные матчи ЧМ-2018                        |                                                 |
| 47                                              | 8 января 2017                                   | Тунис                                           | 1:0                                             | —                                               | Товарищеский матч                               |                                                 |
| 48                                              | 17 января 2017                                  | Мали                                            | 0:0                                             | —                                               | КАН-2017. Групповой этап                        |                                                 |
| 49                                              | 21 января 2017                                  | Уганда                                          | 1:0                                             | —                                               | КАН-2017. Групповой этап                        |                                                 |
| 50                                              | 25 января 2017                                  | Гана                                            | 1:0                                             | 11′                                             | КАН-2017. Групповой этап                        |                                                 |
| 51                                              | 29 января 2017                                  | Марокко                                         | 1:0                                             | —                                               | КАН-2017. 1/4 финала                            |                                                 |
| 52                                              | 1 февраля 2017                                  | Буркина-Фасо                                    | 1:1 (п. 4:3)                                    | 66′                                             | КАН-2017. 1/2 финала                            |                                                 |
| 53                                              | 5 февраля 2017                                  | Камерун                                         | 1:2                                             | —                                               | КАН-2017. Финал                                 |                                                 |
| 54                                              | 12 июня 2017                                    | Тунис                                           | 0:1                                             | —                                               | Отборочные матчи КАН-2019                       |                                                 |
| 55                                              | 31 августа 2017                                 | Уганда                                          | 0:1                                             | —                                               | Отборочные матчи ЧМ-2018                        |                                                 |
| 56                                              | 5 сентября 2017                                 | Уганда                                          | 1:0                                             | 6′                                              | Отборочные матчи ЧМ-2018                        |                                                 |
| 57                                              | 8 октября 2017                                  | Республика Конго                                | 2:1                                             | 63′, 90+5′                                      | Отборочные матчи ЧМ-2018                        |                                                 |
| 58                                              | 23 марта 2018                                   | Португалия                                      | 1:2                                             | 56′                                             | Товарищеский матч                               |                                                 |
| 59                                              | 19 июня 2018                                    | Россия                                          | 1:3                                             | 73′ (пен.)                                      | ЧМ-2018. Групповой этап                         |                                                 |
| 60                                              | 25 июня 2018                                    | Саудовская Аравия                               | 1:2                                             | 22′                                             | ЧМ-2018. Групповой этап                         |                                                 |
| 61                                              | 8 сентября 2018                                 | Нигер                                           | 6:0                                             | 29′, 86′                                        | Отборочные матчи КАН-2019                       |                                                 |
| 62                                              | 12 октября 2018                                 | Свазиленд                                       | 4:1                                             | 45′                                             | Отборочные матчи КАН-2019                       |                                                 |
| 63                                              | 16 ноября 2018                                  | Тунис                                           | 3:2                                             | 90′                                             | Отборочные матчи КАН-2019                       |                                                 |
| 64                                              | 16 июня 2019                                    | Гвинея                                          | 3:1                                             | —                                               | Товарищеский матч                               |                                                 |
| 65                                              | 21 июня 2019                                    | Зимбабве                                        | 1:0                                             | —                                               | КАН-2019. Групповой этап                        |                                                 |
| 66                                              | 26 июня 2019                                    | ДР Конго                                        | 2:0                                             | 43′                                             | КАН-2019. Групповой этап                        |                                                 |
| 67                                              | 30 июня 2019                                    | Уганда                                          | 2:0                                             | 36′                                             | КАН-2019. Групповой этап                        |                                                 |
| 68                                              | 6 июля 2019                                     | ЮАР                                             | 0:1                                             | —                                               | КАН-2019. 1/8 финала                            |                                                 |

Итого: 68 матчей / 43 гола; 44 победы, 6 ничьих, 18 поражений.

## Личная жизнь
Бракосочетание Мохаммеда Салаха и его жены Маги Садик состоялось в декабре 2013 года. Они познакомились ещё будучи детьми, вместе учились в одной школе. Свадьба произошла в Каире, однако отмечали торжество в родной деревне Мохаммеда, Нагриге. В октябре 2014 года у пары появилась дочь по имени Мекка, которая была названа в честь города в Саудовской Аравии. В 2020 году в семье появилась ещё одна дочь — Каян. В основном Мохаммед старается не раскрывать детали своей личной жизни. Он является мусульманином и часто празднует свои голы, совершая суджуд.

## Вне футбола

### Благотворительность
Мохаммед Салах активно занимается благотворительностью. Во время его выступлений в Египте семью футболиста ограбили, однако вор был найден и арестован полицией. Отец Мохаммеда готовился выдвинуть против него обвинения, однако сам Салах попросил закрыть дело. После этого он оказал финансовую помощь вору и попытался найти ему работу. Примером благотворительной деятельности футболиста является и помощь сотням семей из своего родного города. Благотворительный фонд Мохаммеда выплачивал им ежемесячные пособия в трудные времена, а также выделил около 300 тысяч долларов правительству Египта.

### Имидж и медиа
Благодаря высокой религиозности, обаянию и аполитичности Салах стал одним из самых популярных мусульман в мире. Пресса и болельщики называют его «Фараон» и «Египетский король», второе прозвище возникло в результате речёвки болельщиками одной из песен. Мохаммед имеет более 60 миллионов подписчиков в Instagram, что делает его самым популярным египтянином в этой социальной сети. Весной 2018 года он занял первое место в опросе, проведённом среди поклонников серии игр FIFA, целью опроса был выбор футболиста для обложки новой части серии — FIFA 19, однако в итоге им стал португалец Криштиану Роналду. В 2019 году журнал Time поместил Салаха в список 100 самых влиятельных людей мира. В январе 2020 года было объявлено, что его восковая фигура появится в музее мадам Тюссо в Лондоне. Помимо этого, в 2018 и 2019 году он появлялся на обложке GQ.

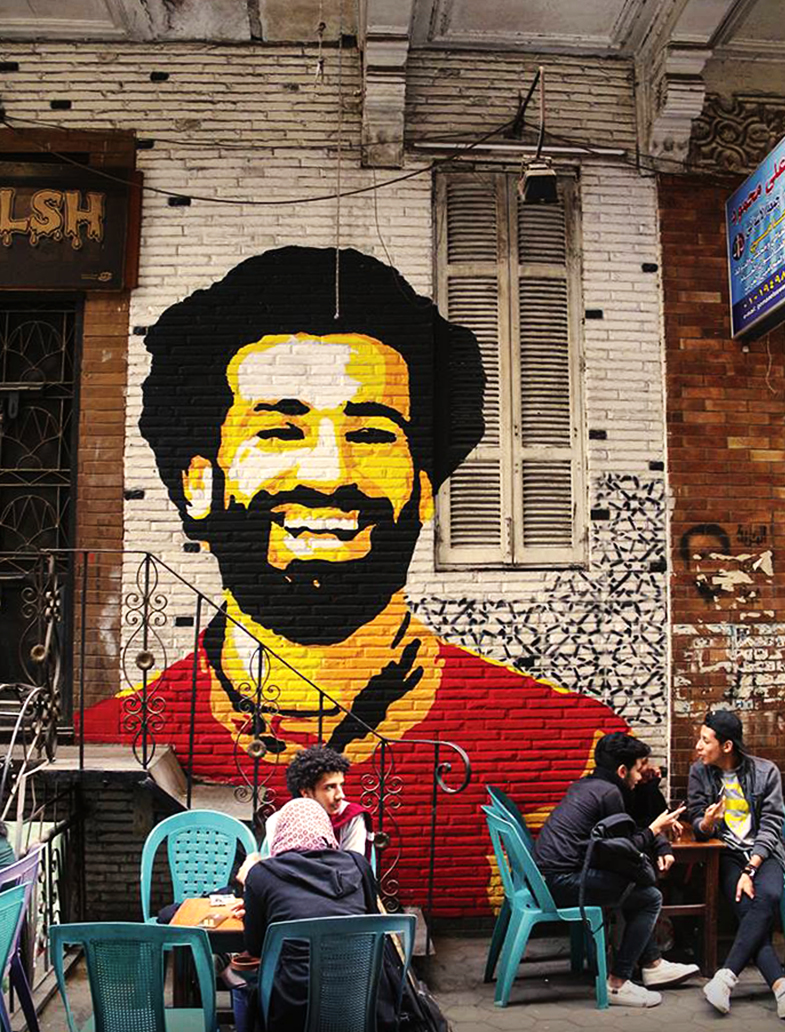
Граффити с изображением Мохаммеда Салаха в Каире

После забитого Мохаммедом мяча, который позволил сборной Египта победить и впервые с 1990 года выйти на чемпионат мира по футболу, в честь него была названа школа в Египте. В честь Салаха назвали и институт, в котором он сам обучался. После завершения выступления египетской сборной на ЧМ-2018 Салах отправился на предсезонный отдых. В конце июня того года адрес футболиста был найден и опубликован в Facebook, после чего у его дома появилось множество фанатов, которым он раздавал автографы. Во время предсезонного тура «Ливерпуля» по США в 2018 году американский художник создал фреску в районе Таймс-сквер с изображением Салаха, сам игрок позже разместил фото с ней в социальных сетях. В Египте было создано несколько аналогичных фресок, на которых изображён Мохаммед. Это случилось и в столице страны. В том же 2018 году власти Саудовской Аравии подарили Салаху участок земли в священном мусульманском городе Мекка.
Мохаммед Салах имеет спонсорское соглашение с компанией Adidas, он играет в бутсах именно этого производителя. В 2018 году Мохаммед снялся в рекламе Adidas по случаю проведения чемпионата мира вместе с другими футболистами, включая Дэвида Бекхэма, Лионеля Месси и Поля Погба, а также певца Фаррелла Уильямса. В том же году Салах снялся в рекламе Vodafone. В 2021 году журнал Forbes поместил футболиста на пятую строчку рейтинга самых высокооплачиваемых игроков мира, по оценкам издания доход египтянина составляет 35 млн евро в год.

### Критика
В 2013 году в матче квалификационного раунда Лиги чемпионов 2013/14 между «Базелем» и «Маккаби» из Тель-Авива Салах отказался пожать руку нескольким израильским игрокам этого клуба, вместо этого он начал менять бутсы. Впоследствии египтянин был освистан болельщиками израильской команды по ходу игры.
Перед чемпионатом мира в 2018 году Салах раскритиковал футбольную ассоциацию Египта за несанкционированное использование своего лица на командном самолёте. Причина была в соперничестве личного спонсора Мохаммеда и компании, предоставившей этот самолёт. Во время самого чемпионата мира сборная Египта базировалась в Чечне. Салах сфотографировался с лидером данного региона Рамзаном Кадыровым и председателем парламента Чеченской Республики Магомедом Даудовым во время тренировки египетской сборной. Позже Кадыров вручил Мохаммеду звание «Почётный гражданин Чеченской Республики». Данная ситуация подверглась критике со стороны многих людей за его взаимодействие с Кадыровым из-за предполагаемых нарушений прав человека в республике, а также использование египетского футболиста для политической пропаганды.